# Friedrich I. (Preußen)

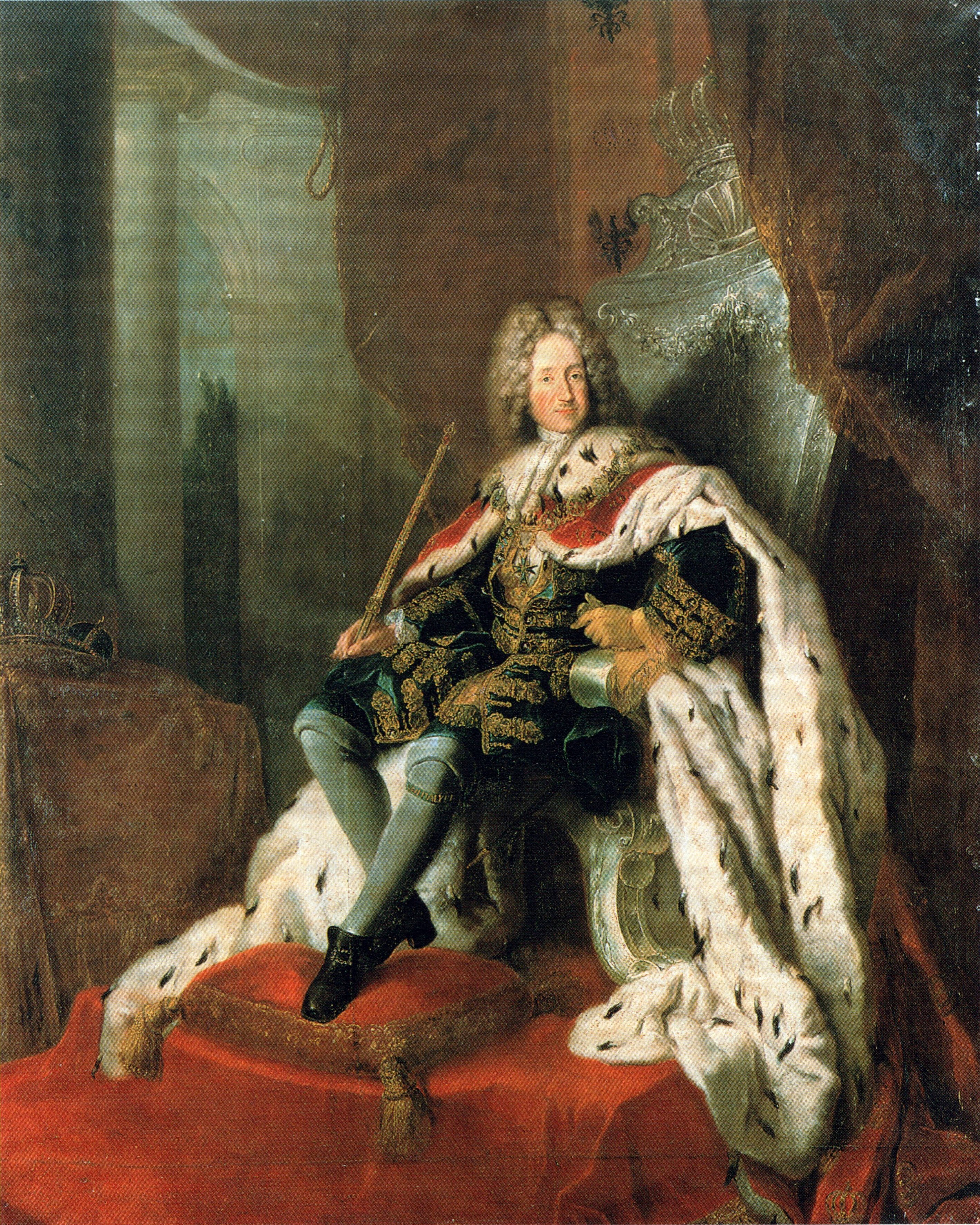
Antoine Pesne, König Friedrich I., Ölgemälde, undatiert, vor 1713

Friedrichs Unterschrift

Friedrich (* 11. Juli 1657 in Königsberg; † 25. Februar 1713 in Berlin) aus dem Haus Hohenzollern war ab 1688 als Friedrich III. Kurfürst von Brandenburg und souveräner Herzog in Preußen. Dort erhöhte er sich 1701 als Friedrich I. zum König in Preußen.
Nach der Herrschaftsübernahme in Brandenburg-Preußen am 9. Mai 1688 setzte Friedrich, der aufgrund seiner Skoliose volkstümlich Schiefer Fritz genannt wurde, die Innen- und Außenpolitik seines Vaters Friedrich Wilhelm fort. Noch im selben Jahr unterstützte er den niederländischen Statthalter Wilhelm III. von Oranien bei der Landung in England. Im Pfälzischen Erbfolgekrieg nahm er an der Belagerung von Bonn teil, kommandierte aber nur selten seine Truppen. Wie seine Nachbarn, die Kurfürsten von Sachsen und Hannover, strebte Friedrich die Königswürde an. Die Zustimmung Kaiser Leopolds I. erreichte er, als dieser Unterstützung im drohenden Krieg gegen Frankreich brauchte. Am 18. Januar 1701 krönte sich Friedrich im Königsberger Schloss zum König in Preußen. Im Krieg gegen Frankreich (Spanischer  Erbfolgekrieg) unterstützte er Kaiser Leopold I. wie vereinbart.
Unter Friedrichs Herrschaft erlebte das Land einerseits einen finanziellen Niedergang durch den verschwenderischen Hofstaat und das korrupte Drei-Grafen-Kabinett, andererseits aber auch einen kulturellen Aufstieg durch die Aufnahme verfolgter Hugenotten, die Gründung der späteren Preußischen Akademie der Wissenschaften und den Ausbau Berlins zur barocken Residenzstadt. Mit der Erhebung des Herzogtums Preußen zum Königreich schuf Friedrich eine Voraussetzung für die Entwicklung des späteren preußischen Staates zur europäischen Großmacht.

## Leben

### Kindheit und Jugend (1657–1674)

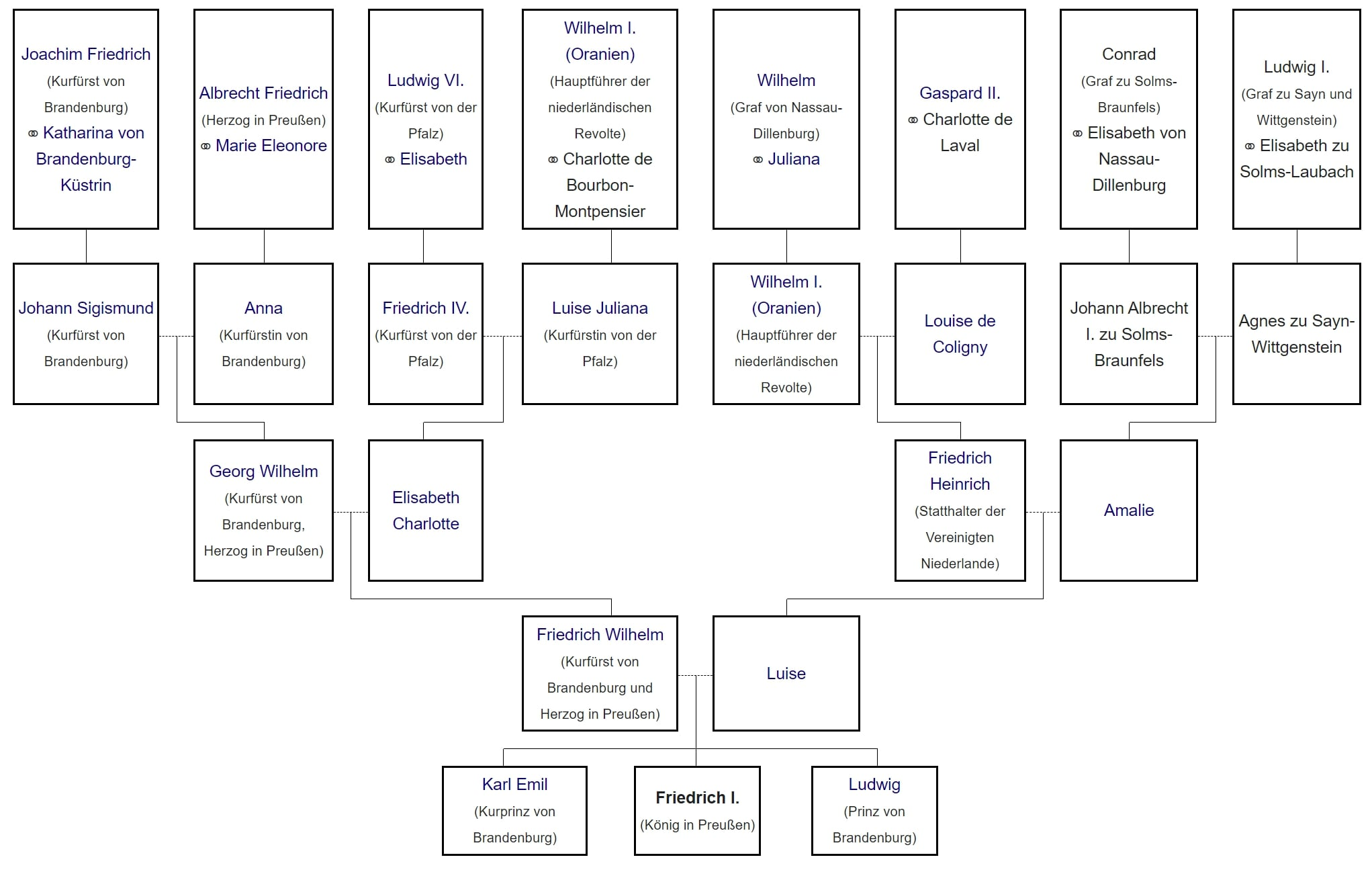
Stammbaum von Friedrich I.

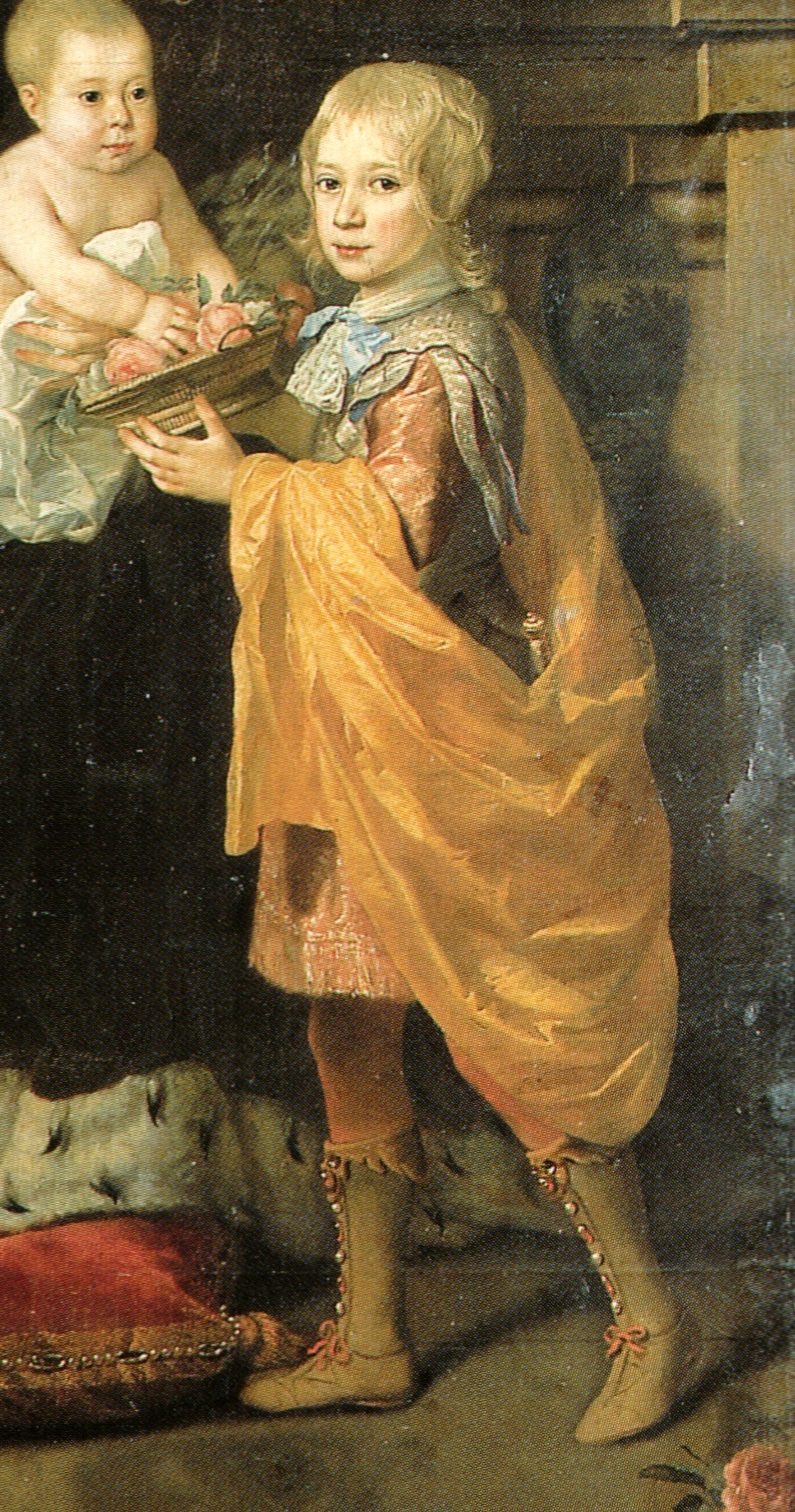
Friedrich als Knabe, Ausschnitt aus einem Porträt der kurfürstlichen Familie

Friedrich kam als dritter Sohn von Kurfürst Friedrich Wilhelm und Luise Henriette von Oranien im Königsberger Schloss zur Welt. Am 29. Juli wurde er in der dortigen Schlosskirche getauft. Da er als Säugling schwächlich war, waren seine Überlebenschancen in der damaligen Zeit mit hoher Säuglingssterblichkeit nur sehr gering. Obendrein wurde er im ersten Lebensjahr von seiner Amme so unglücklich fallengelassen, dass er für den Rest seines Lebens eine verkrüppelte Schulter behielt. Der Berliner Volksmund nannte ihn deswegen den „Schiefen Fritz“. Friedrich überlebte diese für ihn kritische Zeit und entwickelte sich zu einem normalen, leicht körperbehinderten Mann. 1662 wurde seine Erziehung Otto von Schwerin übertragen. Auf Wunsch seiner Mutter lebte Friedrich bei ihm auf dessen Besitz, der Minderstadt Altlandsberg, um auf dem Land seine Gesundheit zu stärken. Sein Erzieher unterrichtete den Prinzen früh in Religion, Geschichte und Geografie, außerdem erlernte Friedrich Französisch, Polnisch und Latein. Bereits mit 10 Jahren musste er zum Geburtstag seines Vaters eine Oration auf Latein rezitieren. Schon in Altlandsberg trat bei Friedrich eine große Leidenschaft für Glanz und Prunk hervor; mit 10 Jahren stiftete er einen eigenen Orden De la Générosité.
Otto von Schwerin blieb bis zum 20. Juni 1676 der Erzieher Friedrichs. Sein Lehrer war Eberhard von Danckelman. Am 23. März 1664 bestimmte sein Vater, dass er das Fürstentum Halberstadt als Erbteil erhalten solle, da sein älterer und vom Kurfürsten bevorzugter Bruder Karl Emil in der Thronfolge vor ihm stand. Dieser war der zweite Sohn Luise Henriettes, der erste Sohn Wilhelm Heinrich starb mit 1 1⁄2 Jahren. Karl Emil war kräftig und gut gewachsen, temperamentvoll und liebte das Militär und die Jagd. Er glich in der Wesensart dem Großen Kurfürsten, der ihn daher besonders mochte. Anders der dritte Sohn Friedrich; da er durch den Unfall der Amme schon im ersten Lebensjahr verkrüppelt war, erhielt er nur von der Mutter bedingungslose Liebe. Als Friedrich zehn Jahre alt war, starb seine Mutter Luise Henriette; ein Jahr später heiratete der Große Kurfürst die 32-jährige Witwe Dorothea Sophie von Schleswig-Holstein-Sonderburg-Glücksburg. Während Luise Henriette eine geistreiche, sensible und schöne Frau gewesen war, hatte Dorothea eher ein einfacheres Temperament und auch kein vorteilhaftes Äußeres; sie gebar dem Großen Kurfürsten weitere vier Söhne und drei Töchter. Das Verhältnis zwischen der Stiefmutter Dorothea und Friedrich war nicht gut.
1670 wurde Friedrich zum Rittmeister einer „Kompanie zu Pferd“ ernannt, führte jedoch diese Einheit nicht, was auf seine körperliche Behinderung zurückzuführen war. Weitere Beförderungen erhielt er nicht. Mit 16 Jahren bat er König Karl II. von England um den Hosenbandorden, um den er seinen Vater schon seit langer Zeit beneidete, und verlobte sich 1673 mit der damals zwölfjährigen Elisabeth Henriette von Hessen-Kassel. Es war keine Verlobung zu dynastischen Zwecken, sondern aus Zuneigung, in Fürstenhäusern damals eher ungewöhnlich. Das Verhältnis seiner späteren Frauen zu Friedrich war weniger liebevoll.

### Kurprinz (1674–1688)

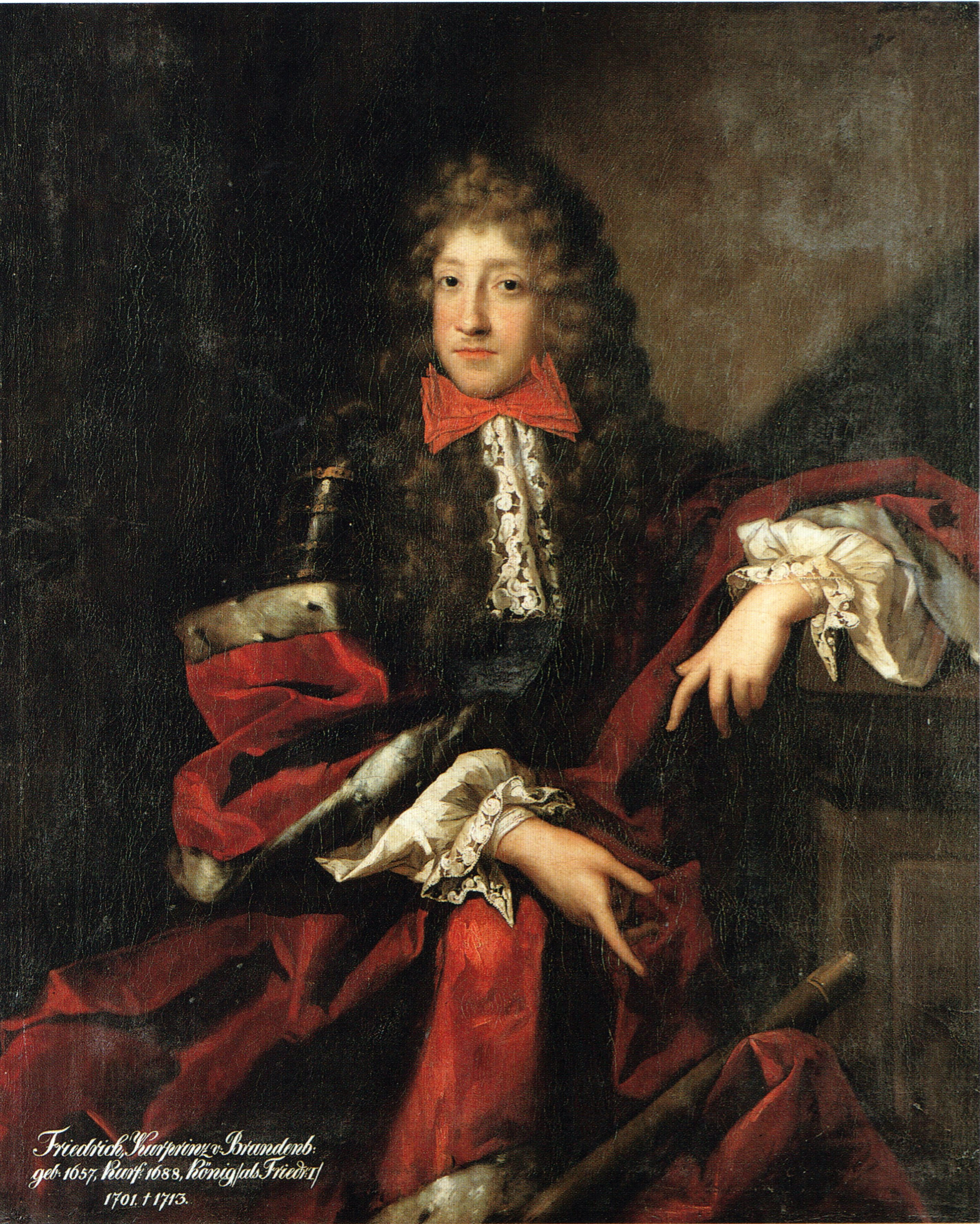
Kurprinz Friedrich, 1685

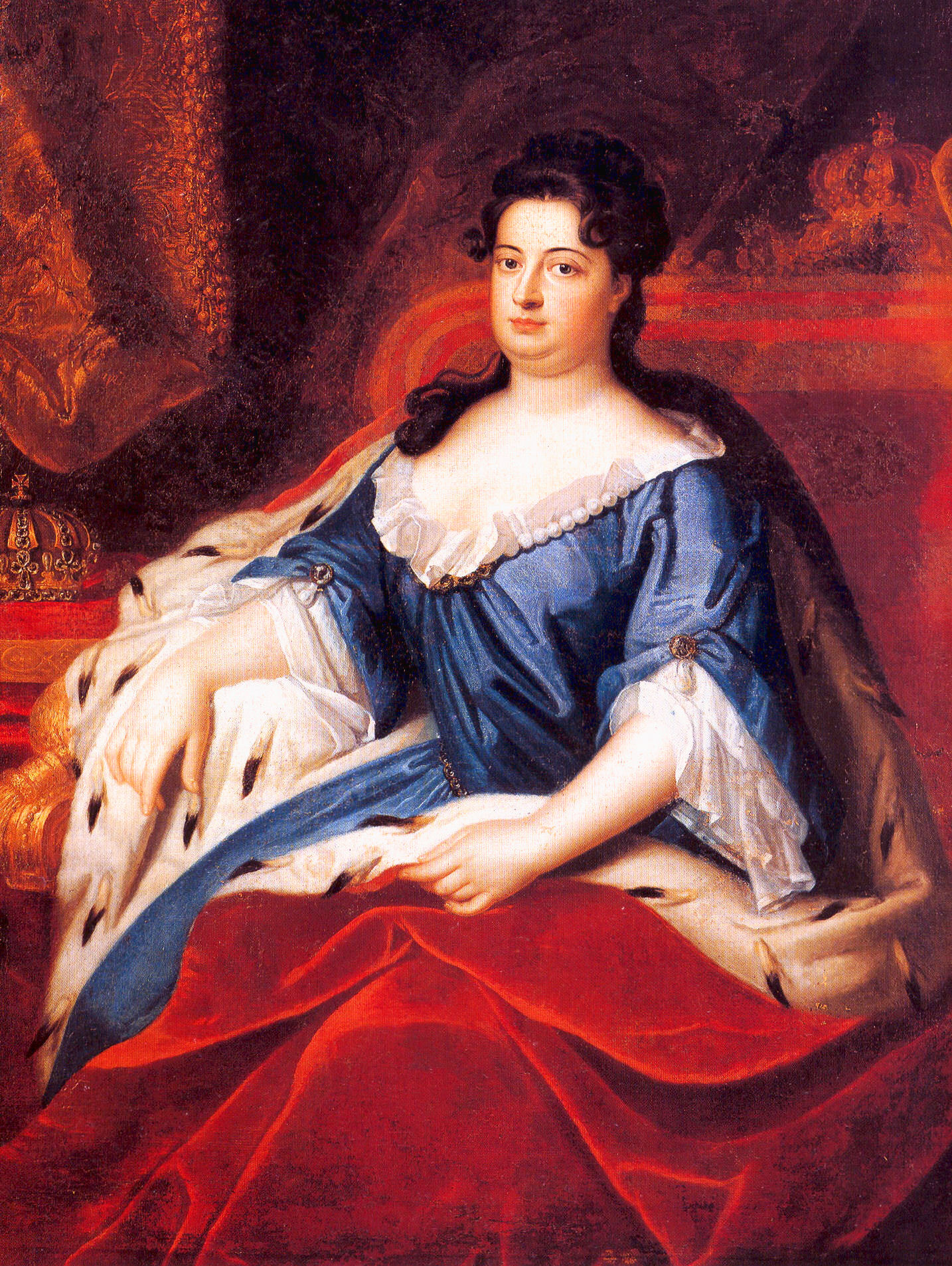
Porträt Sophie Charlottes von Hannover, Gemälde von Friedrich Wilhelm Weidemann, 1705

Als am 7. Dezember 1674 sein Bruder Karl Emil nach kurzer Krankheit starb, wurde Friedrich Kurprinz. Weil nun als direkter Thronnachfolger seine Bedeutung erheblich gestiegen war, begleitete er seinen Vater im Nordischen Krieg während der Feldzüge in Pommern von 1675 bis 1678 und Anfang 1679 auf dem beschwerlichen Winterfeldzug nach Preußen gegen die eingefallenen Schweden. Nachdem Friedrich eine schwere Krankheit, die er sich auf diesem Feldzug zugezogen hatte, überstanden hatte, heiratete er am 13. August 1679 in Potsdam die hessische Prinzessin Elisabeth Henriette, mit der er seit 1673 still verlobt gewesen war. Im Jahr 1680 bezog das Paar das noch unfertige, vom Vater in Auftrag gegebene Schloss Köpenick, wo der Kurprinz mit ihr lebte. Am 7. Juli 1683 starb Elisabeth Henriette in Berlin-Cölln während einer Schwangerschaft an den Pocken. Friedrich durfte seine sterbende Frau auf ihren Wunsch hin wegen der Ansteckungsgefahr nicht mehr besuchen.
Nach Ablauf des Trauerjahres heiratete Friedrich 1684 in Hannover die fünfzehnjährige Welfenprinzessin Sophie Charlotte von Braunschweig-Hannover. In dieser Ehe wurde in Berlin am 14. August 1688 Friedrich Wilhelm, der Thronfolger, geboren. Auch mit seiner zweiten Frau Sophie Charlotte lebte Friedrich in Köpenick, um den Intrigen des Berliner Hofes zu entgehen. Am Hofe herrschte eine Atmosphäre ständigen Verdachts und Misstrauens und der Abneigung, verursacht durch die Ambitionen seiner Stiefmutter Dorothea Sophie, ihren eigenen Söhnen Teile des Kurfürstentums in der Erbfolge zu sichern. Friedrich sah darin eine große Gefahr für seinen Erbanspruch auf das ungeteilte Brandenburg-Preußen.
Das Verhältnis zu seinem Vater verschlechterte sich in dessen letzten Lebensjahren durch den Zwist in der Erbfrage erheblich. Die Spannungen im Vater-Sohn-Verhältnis kamen zum Ausbruch, als dem Kurprinzen die testamentarischen Bestimmungen des Kurfürsten für die Söhne aus zweiter Ehe bekannt wurden. Danach hätten die brandenburgischen Stammlande unter allen Söhnen (einschließlich der vier Söhne aus zweiter Ehe) aufgeteilt werden sollen. Friedrich ließ daraufhin 1682 in seiner Residenz Köpenick den größten Raum mit einer vollständigen Serie von Wappen der Landesteile ausstatten („Wappensaal“) und machte dadurch seinen Anspruch als Alleinerbe deutlich.
Die Unsicherheit des Kurprinzen in Bezug auf die Thronfolge machte sich 1686 der österreichische Gesandte Baron Fridag von Goedens zu Nutze. Er schloss mit Friedrich hinter dem Rücken des Kurfürsten einen Vertrag, der die Rückgabe des Kreises Schwiebus an Österreich vorsah. Dieses kleine Gebiet Schlesiens war dem Kurfürsten für seine Hilfe gegen Frankreich abgetreten worden. Gleichzeitig verzichtete Friedrich auf die ohnehin wenig aussichtsreichen Ansprüche auf die schlesischen Herzogtümer Brieg, Liegnitz und Wohlau. Allerdings erklärte Friedrich diesen Vertrag nach dem Tod seines Vaters für nichtig. Die Ansprüche auf Teile Schlesiens blieben nach hohenzollerscher Auffassung bestehen und würden seinem Enkel Friedrich dem Großen den offiziellen Anlass zur Besetzung Schlesiens zu Beginn des Österreichischen Erbfolgekrieges liefern.
Am 7. April 1687, in einer Zeit, die durch die geplanten Testamentsverfügungen zugunsten der Halbbrüder Friedrichs angespannt war, starb auch Friedrichs jüngerer Bruder Ludwig aus der ersten Ehe seines Vaters. Friedrich, der seine Stiefmutter der Giftmischerei verdächtigte, beschloss daraufhin, von einem Kuraufenthalt in Karlsbad nicht mehr nach Berlin zurückzukehren, sondern über Leipzig und Hannover nach Kassel zu reisen. Der vom alternden Kurfürsten geforderten Rückkehr nach Berlin wollte Friedrich nur unter Garantie der persönlichen Sicherheit zustimmen, was seinen Vater weiter in Rage brachte. Unter der Vermittlung Danckelmans konnte er schließlich doch Anfang November 1687, nach einer Abwesenheit von sechs Monaten, zur Rückkehr bewogen werden. In Berlin fand eine lange Aussprache zwischen Sohn und Vater statt, und Friedrich durfte erstmals an den Sitzungen des Geheimen Rates teilnehmen. Obwohl ihr gegenseitiges Misstrauen fortbestand, spürten beide, dass jede weitere Auseinandersetzung im Hinblick auf den gesundheitlichen Zustand des Kurfürsten sinnlos geworden war.

### Kurfürst (1688–1701)

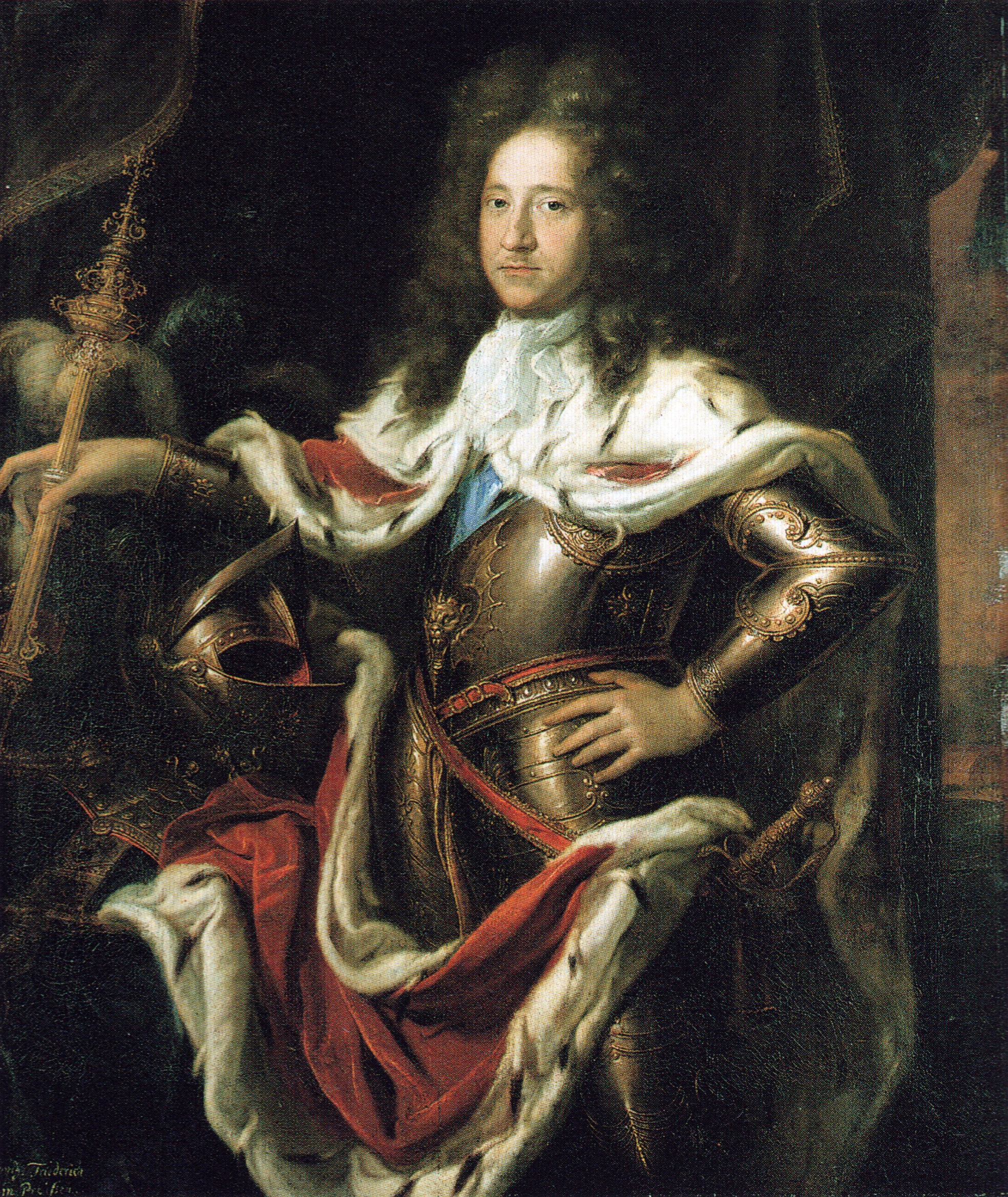
Kurfürst Friedrich III., 1690

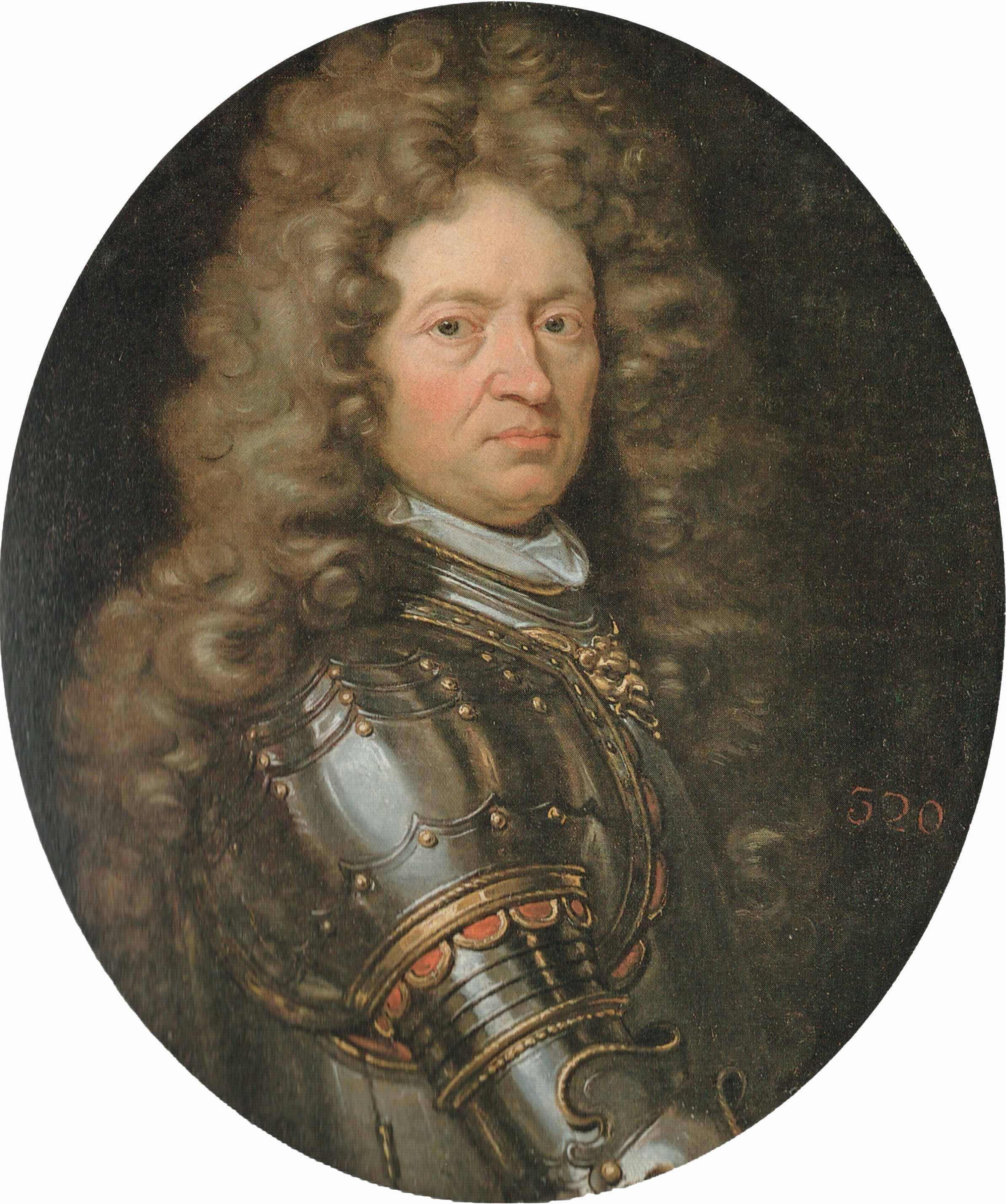
Johann Kasimir Kolb von Wartenberg, 1702

Am 9. Mai 1688 starb Kurfürst Friedrich Wilhelm. Eine Woche später tagte der Geheime Rat zum ersten Mal unter dem Vorsitz Friedrichs, der als Kurfürst nun Friedrich III. hieß. Gegenstand und Tagesordnung war die Eröffnung und Verlesung des väterlichen Testaments. Unter Verstoß gegen die seit 1473 geltenden Hausgesetze der Hohenzollern sollte Brandenburg-Preußen auf die fünf Söhne Friedrich Wilhelms (Friedrich selbst und seine vier Halbbrüder) aufgeteilt werden. Nach langwierigen Verhandlungen und ausführlichen Rechtsgutachten (unter anderem von Eberhard von Danckelman) gelang es dem Thronfolger, sich bis 1692 gegen seine Geschwister durchzusetzen und die Einheit des Landes zu bewahren. Während sein Vater alle Regierungsfragen selbst entschieden hatte, überließ Friedrich III. die Regierungsgeschäfte am 20. Mai 1688, als eine der ersten Regierungshandlungen, seinem ehemaligen Lehrer von Danckelman.
Außenpolitisch unterstützte Kurfürst Friedrich III. im November 1688 Wilhelm von Oranien bei der Landung in England und von 1688 bis 1697 im Pfälzischen Erbfolgekrieg mit brandenburgischen Truppen die große Allianz gegen Frankreich. Obwohl der Kurfürst bei seinem Amtsantritt auf dem Papier eine Koalition mit Frankreich von seinem Vater geerbt hatte, orientierte er sich aus finanziellen, familiären, konfessionellen und strategischen Gründen schnell in die von Wilhelm von Oranien organisierte antifranzösische, protestantische Koalition. Nach fünf Monaten des Doppelspiels mit niederländischen und französischen Agenten positionierte sich der Kurfürst im Oktober 1688 erstmals offen gegen Frankreich. Er war maßgeblich an der Bildung des antifranzösischen Magdeburger Konzerts beteiligt. Bei der Belagerung von Kaiserswerth (1702) und der Belagerung von Bonn (1689) zeigte er in vorderster Linie, dass er durchaus über physischen Mut verfügte.
Seit 1696 hatte Kurfürst Friedrich die Idee einer Rangerhöhung zum König verfolgt. Dabei richtete er seinen politischen Ehrgeiz auch auf die Vereinheitlichung seines zerrissenen Staates. Er suchte gewissermaßen eine gesamtstaatliche Klammer. Zudem war ein höherer Rang in der damaligen hierarchisch strukturierten Adelsgesellschaft mit einer höheren Stellung und höherem Ansehen verbunden. Gemeinsam mit seiner zweiten Ehefrau Sophie Charlotte von Hannover (1668–1705), einer hochintelligenten und emanzipierten Prinzessin aus Hannover, strebte er danach, dieses Ziel zu erreichen. Erste Sondierungen am Wiener Hof stießen auf strikte Ablehnung. Ende 1696 schloss Friedrich einen geheimen Vertrag mit dem bayerischen Kurfürsten Max Emanuel ab, in dem sich beide Seiten gegenseitige Unterstützung bei der Erlangung der Königskrone zusicherten. Jedoch blieb dieser Vertrag ohne Folgen. Ab 1697 betrieb Friedrich III. die Sache mit mehr Energie. Der Oberpräsident Danckelman und andere hohe Staatsbeamte leisteten angesichts der zu erwartenden hohen Kosten noch immer Widerstand.
Am 20. Dezember 1697 wurde Danckelman durch Intrigen seiner Feinde Feldmarschall Fuchs, Barfus und Dohna auf Befehl Friedrichs verhaftet und in die Zitadelle Spandau gebracht, wo er bis 1707 in Festungshaft genommen wurde. Der einzige Grund für die Einkerkerung Danckelmans war das Unvermögen Friedrichs, seinen eigenen Weg gegenüber der starken Persönlichkeit seines Mentors durchzusetzen. Ein Gegner Danckelmans, Johann Kasimir Kolbe von Wartenberg, der den Absichten des Kurfürsten weniger kritisch gegenüberstand, trat mit einem Jahresgehalt von 120.000 Reichstalern seine Nachfolge an. Er führte dem Kurfürsten seine Ehefrau Catharina von Wartenberg als Maitresse zu. Friedrich nahm sich nach dem Sturz Danckelmans ernstlich vor, sein eigener Premierminister zu werden, und arbeitete enger mit dem Geheimen Rat zusammen. Durch die daraus entstehenden Belastungen überfordert, stimmte er einem Vorschlag Wartenbergs zu, eine Auswahl vorab durch einen aus vier Personen bestehenden engeren Rat durchführen zu lassen.
Das Aussonderungsverfahren entzog dem Geheimen Rat in den entscheidenden Dingen die Kompetenz. Wartenberg selbst änderte die Zusammensetzung des engeren Rates und bestimmte an König Friedrich vorbei fortan bis 1710 maßgeblich die Politik in Preußen. Neben Wartenberg bildeten dessen Parteigänger August David zu Sayn-Wittgenstein-Hohenstein und Alexander Hermann von Wartensleben (ab 1702) das Drei-Grafen-Kabinett. Dessen Machenschaften durchschaute Friedrich nicht. Durch ihre ausbeuterische und korrupte Politik geriet das Kabinett zu den Die Drei Wehs des Landes, das wegen der Anfangsbuchstaben ihrer Namen so genannt wurde.
Nach dem Tod Karls II., des letzten habsburgischen Königs von Spanien, am 1. November 1700 taten sich in Europa neue Konflikte auf. Aufgrund der damit verbundenen Thronfolgestreitigkeiten verbesserten sich die Bedingungen für Friedrichs Anliegen, König zu werden, denn die Habsburger benötigten Bündnispartner im Krieg gegen Frankreich. Nach Geheimverhandlungen im Schloss Schönhausen sagte der Kaiser am 16. November 1700 im sogenannten Kontraktat zu, dass der protestantische Kurfürst die Königswürde erreichen konnte. Die Krönung sollte aber außerhalb des Heiligen Römischen Reiches stattfinden. Auch durfte der Königstitel nicht auf die zum Reich gehörige Mark Brandenburg, sondern nur auf das jenseits der Reichsgrenzen gelegene Preußen bezogen werden und „König in Preußen“ (nicht „von Preußen“) lauten. Zudem musste Friedrich III., um die Königswürde zu erlangen, einen hohen Preis von 2 Millionen Dukaten an Kaiser Leopold I. und 600.000 Dukaten an den deutschen Klerus zahlen; der Jesuitenorden bekam 20.000 Taler für die Fürsprache von Pater Wolf am Wiener Hof. Zudem verpflichtete sich Friedrich, sich mit 8.000 Soldaten an dem vom Habsburgischen Kaiser mit geführten Spanischen Erbfolgekrieg zu beteiligen.

### König (1701–1713)

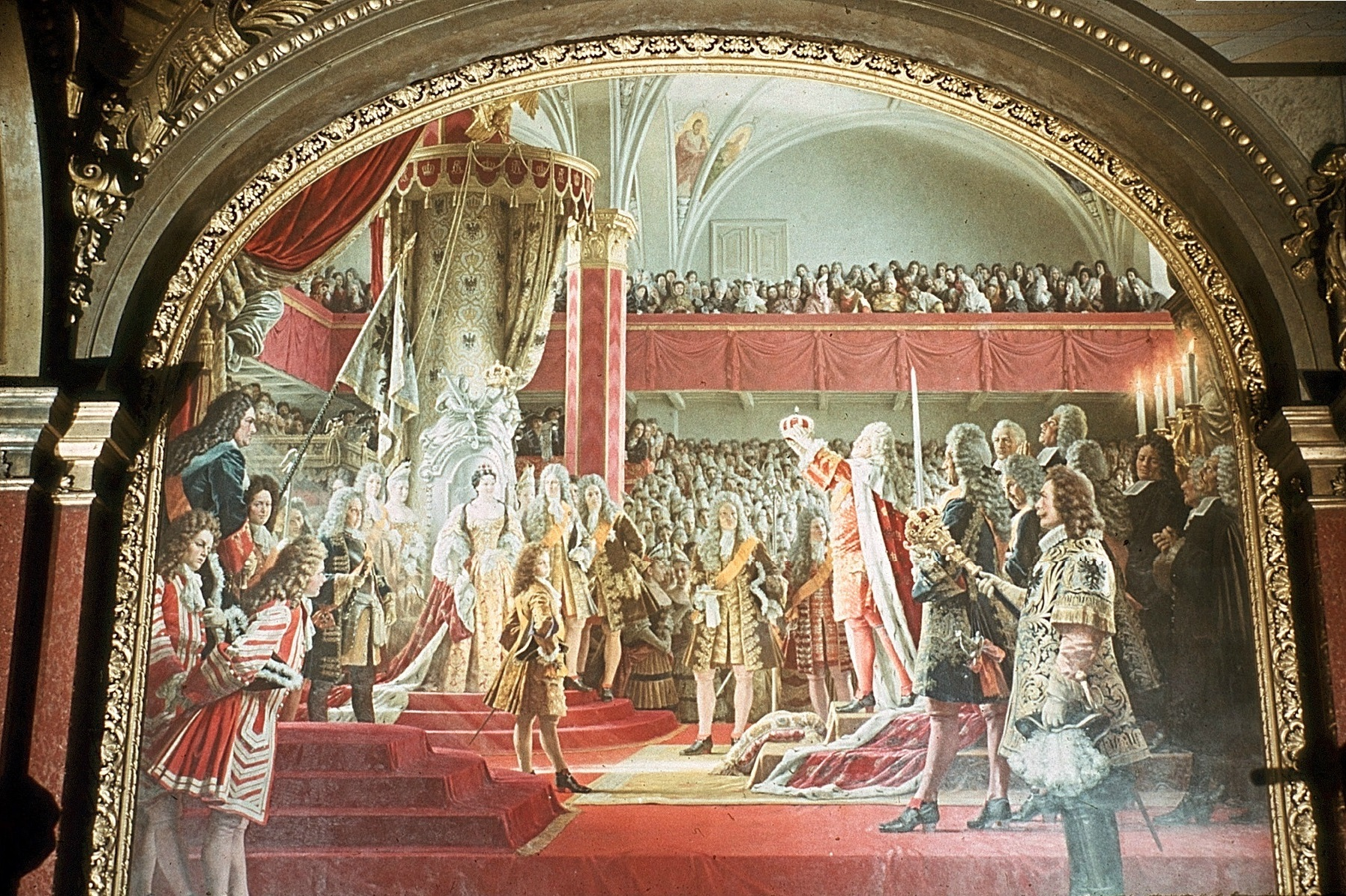
Krönung Friedrichs I. in Königsberg, Gemälde von Anton von Werner in der Berliner Ruhmeshalle, 1887

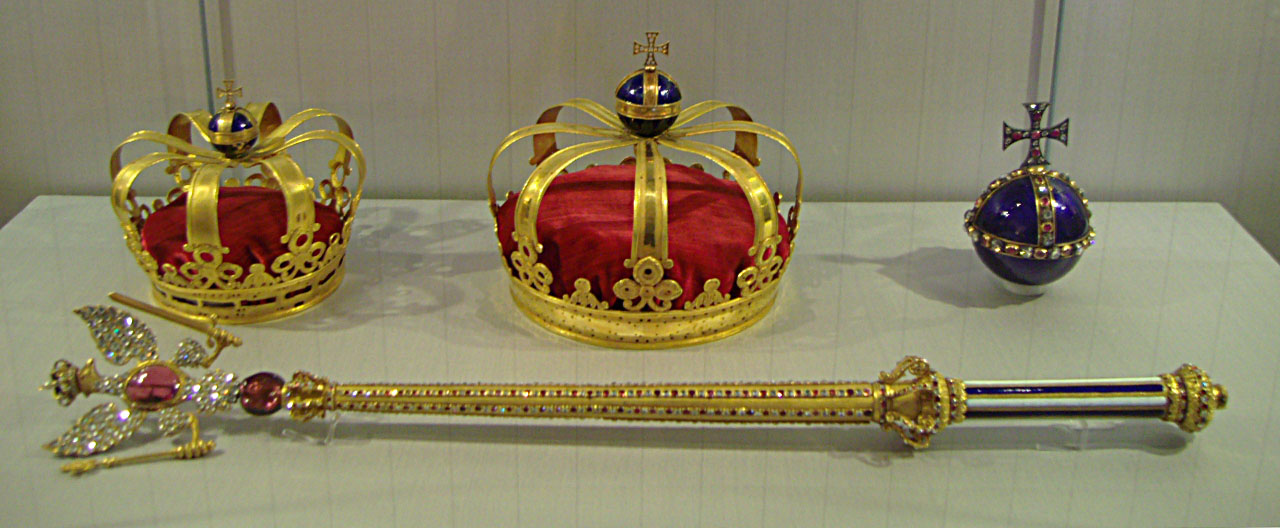
Die preußischen Kroninsignien (heute im Schloss Charlottenburg)

Nach dieser Erlaubnis Kaiser Leopolds setzte sich am 17. Dezember 1700 ein langer Kutschenzug mit umfangreichem Gefolge und 30.000 Vorspannpferden von Berlin nach Königsberg, der preußischen Hauptstadt, in Bewegung. Am Vortag der Krönung stiftete der (noch Kurfürst) den Hohen Orden des Schwarzen Adlers. Die Krönungsfeierlichkeiten fanden am 18. Januar 1701 statt. Um der Welt seine Souveränität zu demonstrieren, setzte Friedrich sich in der Schlosskirche des Königsberger Schlosses die Krone selbst aufs Haupt, krönte dann seine Gemahlin Sophie Charlotte und ließ sich von zwei evangelischen Bischöfen salben, einen für die reformierten Hohenzollern und einen für das mehrheitlich lutherische Volk. Der Papst hat Friedrichs Königswürde nie akzeptiert, denn Preußen war seit 1525 lutherisch, und Friedrichs Vater, der Große Kurfürst, hatte im Westfälischen Frieden die evangelische Seite gegen das Papsttum vertreten. Der geheime Kronvertrag zwischen Kaiser und Kurfürst war schnell publik geworden und diente den übrigen Reichsfürsten teilweise zum Amusement. So hatte der Kurfürst von Brandenburg vertraglich zugesichert, bei künftigen Kaiserwahlen stets seine Kurstimme dem Hause Habsburg zu geben, was angesichts der Habsburgischen Dominanz im Reich widersinnig erschien.
Infolge der Königskrönung wurden die kurfürstlich-brandenburgischen zu königlich-preußischen Institutionen. In den nächsten Jahrzehnten setzte sich die Bezeichnung Preußen für den sich bildenden Gesamtstaat durch. Friedrich steigerte die politische Bedeutung seines Landes und festigte dessen Entwicklung zum späteren Einheitsstaat, der unter seinen Nachfolgern zu einer europäischen Großmacht aufstieg.
Als nächster männlicher Nachkomme von Wilhelm I. (Oranien) erbte Friedrich nach dem Tod des kinderlosen Wilhelm III. (Oranien) 1702 die Grafschaft Lingen und die Grafschaft Moers. Beide Gebiete wurden 1707 an die durch Kauf erworbene Grafschaft Tecklenburg angegliedert. Da Friedrich Calvinist war, konnte er 1707 auch zum Fürsten im Kanton Neuenburg gewählt werden, was durch den Vertrag von Utrecht 1713 international anerkannt wurde. Daher führten Friedrich und seine Erben auch den Titel „souveräner Fürst von Oranien, Neuchâtel und Valangin“. Als seine zweite Frau Sophie Charlotte am 1. Februar 1705 während eines Karnevalsbesuchs bei ihrer Mutter in Hannover mit nur 36 Jahren an einer vernachlässigten Halsentzündung starb, fiel Friedrich beim Eintreffen der Nachricht in Ohnmacht und musste daraufhin zur Ader gelassen werden. Obwohl das Verhältnis zu seiner zweiten Frau durchaus kalt war, war er zutiefst getroffen im Wissen, welche ausgezeichnete Gemahlin er nun verloren hatte. Ihre Beerdigung kostete 200.000 Taler und war derart prächtig, dass 80.000 Fremde nach Berlin kamen, um dem Begräbnis beizuwohnen. Die Trauer dauerte ein Jahr.
Am 27. November 1708 heiratete Friedrich die 23-jährige Sophie Luise von Mecklenburg. Zweck der Ehe war die Zeugung eines weiteren Sohnes, um den Fortbestand der Dynastie für den Fall des Todes des einzigen Thronfolgers abzusichern. Infolge der Heirat wurden die Titel eines Herzogs von Mecklenburg und – damit verknüpft – die Titel eines Fürsten zu Wenden und zu Ratzeburg, des Herren zu Stargard, des Fürsten zu Schwerin und des Grafen zu Schwerin in die Titulatur der preußischen Könige aufgenommen. In Berlin trat Sophie Luise mit August Hermann Francke in Kontakt und ergab sich völlig seinen religiösen Ansichten. Aufgrund dessen kam es zwischen den Eheleuten zu religiösen Streitigkeiten. Nachdem Francke auf Befehl des Königs 1710 nach Halle zurückgekehrt war, lebte die Königin einsam und zurückgezogen, verfiel in Melancholie und hatte gelegentlich Anfälle von Geistesabwesenheit. Aufgrund des starken Bevölkerungsverlustes Ostpreußens nach der Großen Pest lancierte Friedrich 1709 das als Rétablissement bekannte Einwanderungsprogramm.
Vom 2. bis 17. Juli 1709 konnte sich Friedrich im Rahmen des Dreikönigstreffens in Potsdam und Berlin als ebenbürtiger Gastgeber zweier Monarchen präsentieren. Seine Gäste waren August der Starke von Polen und Sachsen und Friedrich IV. von Dänemark. Die ausgedehnten Festlichkeiten, politisch ergebnisarm, belasteten die bereits stark beanspruchten Staatsfinanzen weiter. Allerdings konnte Friedrich außenpolitisch durch seine konsequente Westorientierung verhindern, dass zwei seit 1701 gleichzeitig und europaweit geführte Kriege, der Große Nordische Krieg und der Spanische Erbfolgekrieg, auf preußisches Territorium übergriffen.

„Wenn Friedrich I. Lob verdient, so geschieht es deshalb, weil er seinen Landen immer den Frieden erhalten hat, während die Nachbarn vom Krieg verwüstet wurden.“

Ende 1710 deckte eine Untersuchungskommission, angeordnet vom 22-jährigen Kronprinzen Friedrich Wilhelm, die üble Wirtschaft des Drei-Grafen-Kabinetts auf. Anlass war die Affäre um die geplünderte Feuerkasse für Hausbesitzer in der Stadt Crossen, die, als die Stadt nahezu ganz abbrannte, nicht ausgezahlt werden konnte. Die Drei Grafen wurden daraufhin endlich vom König fallengelassen und Ende Dezember 1710 abgesetzt. Friedrich war nach Erhalt des Untersuchungsberichts am 23. Dezember 1710 von dem Ausmaß der Korruption völlig überrascht.

„Solches habe ich nie befohlen … muhs balt und je ehr je Lieber geendert werden“

Wartenberg kam am 6. Januar 1711 noch einmal von Woltersdorf nach Berlin zu einer einstündigen Unterredung mit Friedrich. Der König schenkte Wartenberg einen wertvollen Brillantring und vergoss beim Abschied Tränen, obwohl er genau wusste, dass er von ihm jahrelang belogen worden war. Dass er ihn trotzdem unter Tränen beschenkte, zeugt von der Einsamkeit Friedrichs, dem der liebenswürdige Schein wichtiger geworden war als die Realität.
Nachdem die ganze Korruptionsaffäre des Drei-Grafen-Kabinetts aufgedeckt worden war, versuchte Friedrich den Schaden wiedergutzumachen. Die wichtigste Neuordnung war das Reskript vom 27. Oktober 1710, das die Gültigkeit der vom König zu unterschreibenden Verwaltungsakte nicht mehr wie bisher von einem Würdenträger, sondern von der Prüfung des fachlich zuständigen Geheimrats abhängig machte. Dieser Tag war somit die Gründung der Fachbehörden in Preußen. Durch diese Änderungen verbesserte sich die Finanzlage langsam wieder.

### Tod
Schon seit längerem fühlte sich Friedrich schwach und krank. Seit seiner Jugend litt er an Engbrüstigkeit, nun kam ein starker Husten und ein beängstigendes Asthma hinzu. Als seine geisteskranke Frau eines Tages von ihrer Hofdame entwich, durch die Galerie lief, in das Gemach des Königs trat, durch eine Glastür fiel und sich über Friedrich warf, da erwachte er plötzlich in seinem Armstuhl und erschrak bei dem Anblick der weißen, blutigen Gestalt. Die Bediensteten betraten das Zimmer und versuchten den König aus den Armen seiner Gemahlin zu befreien. Sie wurde wieder in ihr Schlafzimmer geführt und einige Tage später zurück zu ihrer Mutter nach Mecklenburg gebracht. Der König verfiel in Fieber und verließ das Bett bis zu seinem Tode 1713 nicht wieder.

## Politik

### Außenpolitik
Friedrichs Außenpolitik führte ihn in zwei Kriege mit Ludwig XIV. von Frankreich. Sowohl im Pfälzischen Erbfolgekrieg als auch im Spanischen Erbfolgekrieg überließ er seine Truppen der „Großen Allianz“ aus England, den Niederlanden und der Habsburgermonarchie. Er nutzte die Beziehungen zu seinen Verbündeten, um die Anerkennung der 1701 erworbenen Königswürde zu erreichen. Nach diesem Datum hielt er oft Truppen von verbündeten Feldzügen zurück, bis er zeremonielle Zugeständnisse erhielt, die die Legitimität seiner Königskrone festigten. In diesem Bereich waren die Engländer die bereitwilligsten Kooperationspartner, während verschiedene Zerwürfnisse mit den niederländischen und habsburgischen Regierungen zum Abbruch der Beziehungen führten.

### Kulturpolitik
Friedrichs innere Politik konzentrierte sich auf die Hebung der baulichen Kultur und Bildung mit dem Ziel, Ebenbürtigkeit mit den anderen großen europäischen Mächten zu erlangen. Er begründete 1694 die Universität Halle, 1696 die Mahl-, Bild- und Baukunst-Academie in Berlin, aus der die Preußische Akademie der Künste hervorging, 1700 die Kurfürstlich-Brandenburgische Societät der Wissenschaften (spätere Königlich-Preußische Akademie der Wissenschaften) und baute die Königliche Bibliothek zu Berlin umfassend aus. Während seiner Regierungszeit kamen und wirkten bedeutende Wissenschaftler und Künstler in Preußen. Unmittelbar nach seiner Selbstkrönung beauftragte er seinen Hofbildhauer und -architekten Andreas Schlüter mit dem Entwurf des berühmt gewordenen Bernsteinzimmers, das bereits 1716 durch seinen Nachfolger Friedrich Wilhelm I. an den russischen Zaren Peter den Großen verschenkt wurde.
Das bis dahin mittelalterlich und provinziell geprägte Berlin wurde in seiner Regierungszeit zu einer prächtigen barocken Residenzstadt ausgebaut. So bestimmten Stadtpaläste und respektable Bürgerhäuser den Schloss- und Regierungsbereich Berlins. Andreas Schlüter setzte mit dem Schlossumbau des Berliner Schlosses Maßstäbe und schuf als Bildhauer mit dem Reiterstandbild des Großen Kurfürsten auf der 1692 errichteten Langen Brücke in den Jahren 1695 bis 1697 eine prächtige Herrscherdarstellung. In seiner Regierungszeit entstanden außerdem ab 1694 das Zeughaus, das Schloss Monbijou (1703), ab 1695 das Schloss Charlottenburg, ab 1695 die Parochialkirche, das Friedrichshospital und vom Jahre 1701 an die beiden Dome auf dem Gendarmenmarkt. Anlässlich des zweihundertjährigen Bestehens der ersten brandenburgischen Landesuniversität Alma Mater Viadrina 1706 in Frankfurt (Oder) wurde durch Erdmann Wircker erstmals der für Berlin bis zur Gegenwart gebräuchliche Begriff Spree-Athen geprägt. Als Friedrich 1713 starb, hinterließ er seinem Sohn Friedrich Wilhelm 24 Schlösser.
Insgesamt kann seine Regierungszeit zu den reichsten Epochen der brandenburgischen Kulturgeschichte gezählt werden. Die Kehrseite dieser Medaille war eine Beanspruchung der öffentlichen Mittel, der die Leistungsfähigkeit Brandenburg-Preußens nicht gewachsen war. Ebenfalls kritisch in der Geschichtsforschung gesehen wird die dadurch verursachte Verelendung großer Bevölkerungsschichten, die die Kosten für die Unternehmungen zu tragen hatten.

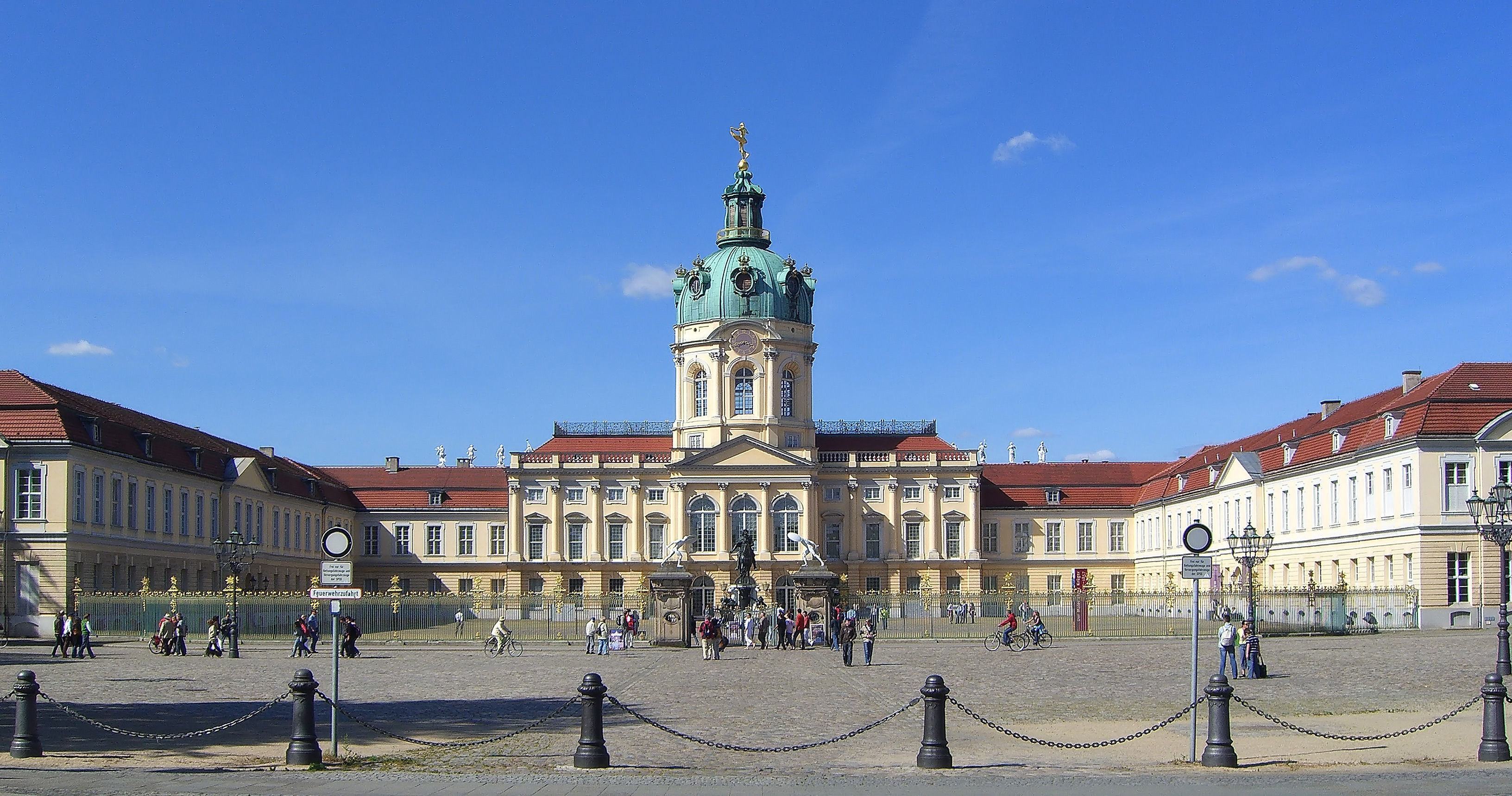
Schloss Charlottenburg
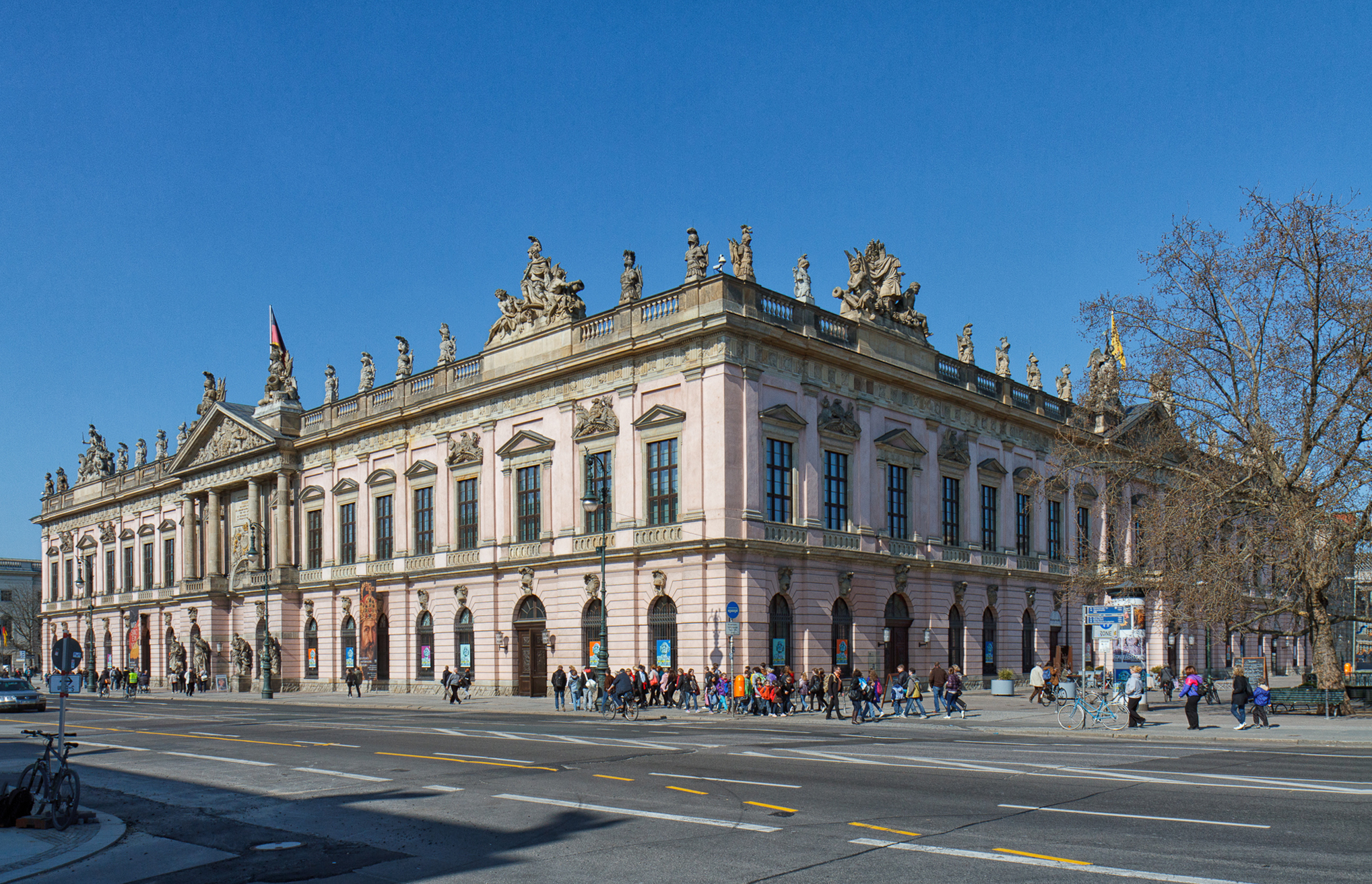
Zeughaus
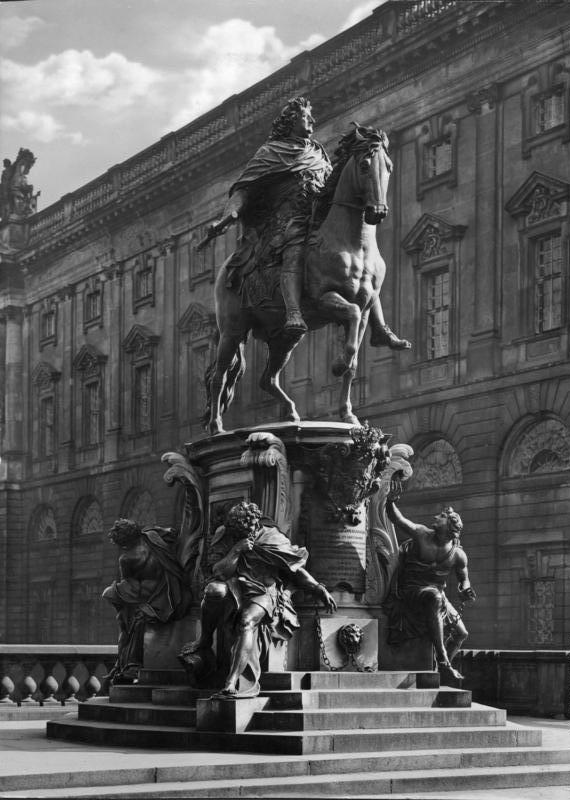
Reiterstandbild des Großen Kurfürsten
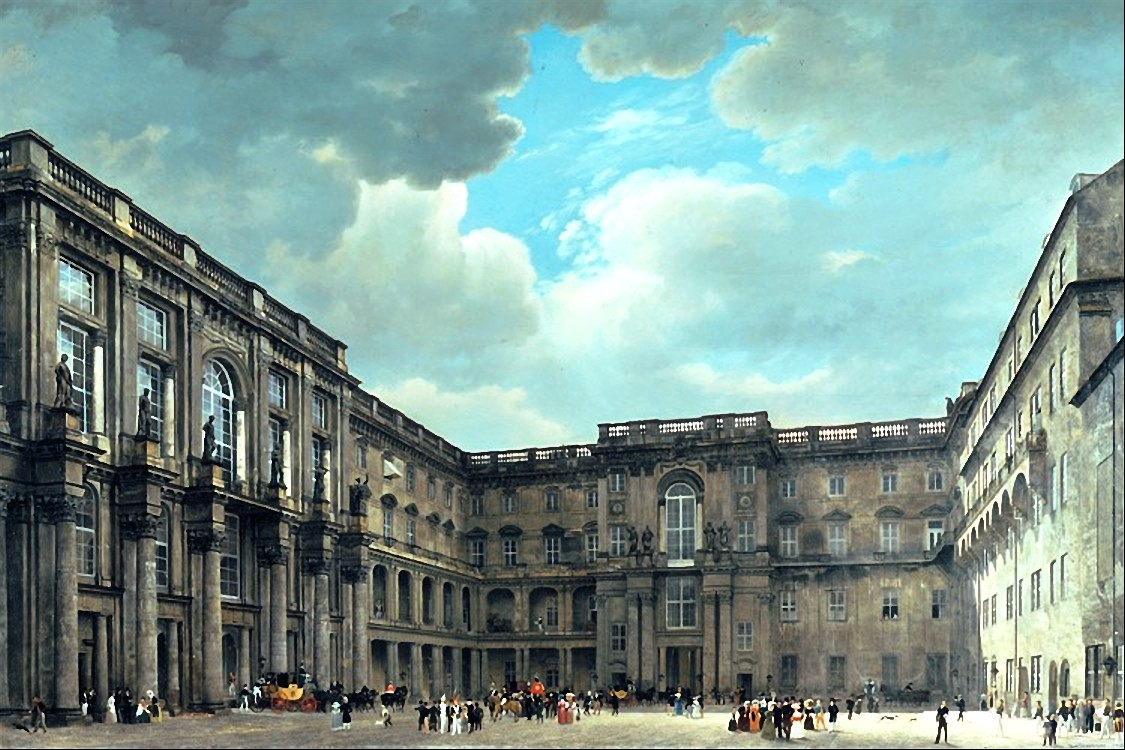
Schlüterhof im Berliner Schloss
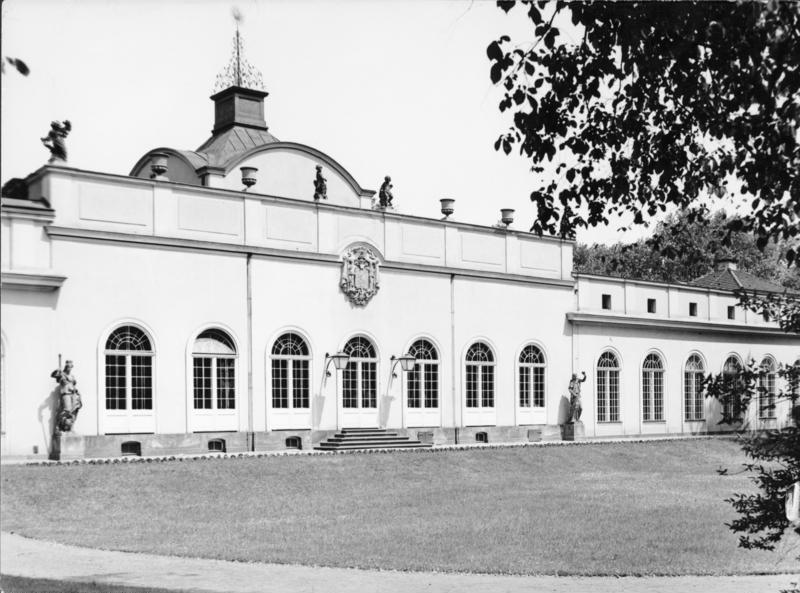
Schloss Monbijou

### Finanzpolitik
Unter seiner Herrschaft kam es ab 1697 zu Misswirtschaft und massiven Finanzskandalen um den Oberpräsidenten (Premierminister) Graf Johann Kasimir Kolbe von Wartenberg, den Finanzminister Graf Wittgenstein und Graf Wartensleben (die drei Wehs).
Die drei Grafen, die mit der Verfügungsgewalt über Armee und Finanzen die Schlüsselpositionen innehatten, wirtschafteten das Land in eine schlimme Lage hinein. Durch die ständigen neuen Finanzforderungen des Monarchen, zuerst für die Krönung, dann für die Schlossbauten in Berlin, Potsdam, Köpenick, Lietzenburg und anderen Orten, den wachsenden Hofstaat, rauschende Feste, Juwelenkäufe und fürstliche Geschenke wurde der Hofetat ständig überschritten. Wartenberg und seine Kollegen konnten sich allerdings nur halten, wenn sie den Bedürfnissen des Monarchen nachkamen. So zapften die drei immer neue Finanzquellen in Form von Steuererhöhungen und Erfindung neuer abstruser Steuern an, die die Menschen des Landes ausplünderten und verelenden ließen. Diesen finanziellen Belastungen war die Leistungsfähigkeit Brandenburg-Preußens nicht gewachsen. Am Ende blieb ein bankrotter Staat mit 20 Millionen Reichstalern Schulden.
Es wird angenommen, dass Friedrich von Graf von Wartenberg, wie von dessen Vorgänger Danckelman, menschlich abhängig war. Im Unterschied zum unschuldigen Danckelman nutzte Wartenberg dies zu großer persönlicher Bereicherung, musste aber nicht wie dieser zehn Jahre ins Zuchthaus. Diese schweren Fälle von Korruption belasteten die Finanzen des preußischen Staates schwer. Friedrichs Rolle in dieser Sache wird allgemein kritisch gesehen.

### Hofhaltung
Friedrichs Politik stützte sich auf eine starke, anerkannte Armee und eine glänzende Hofhaltung, die sich mit den reichsten Ländern Europas messen sollte. Dies schien ihm die äußere Verkörperung einer Würde, die ihn mit den höchstgestellten Herrschern Europas gleichstellen sollte. Das in der älteren Forschung entstandene Bild des Verschwenders auf dem Königsthron kann aber in der Form nicht aufrechterhalten werden. Dieses Bild wurde in der Geschichtsforschung wesentlich geprägt durch die negativen schriftlichen Äußerungen seines Enkels, Friedrichs II.
Trotz der sehr hohen Hofhaltungskosten, die 1712 bei einem Staatsbudget von 4 Millionen Taler immerhin 561.000 Taler betrugen, war im 18. Jahrhundert das Repräsentieren (wozu Feste, Schlösser, Kunstförderung, aber auch die Beschaffung von exotischen Tieren für den sogenannten „Hetzgarten“ gehörten) ein wichtiger Machtfaktor, mit denen ein Fürst oder König ausdrückte, wie viel Macht er besaß. Friedrich I. war somit nur ein Kind seiner Zeit, womit sich seine scheinbare Verschwendungssucht erklärt.
Kurz nach der Beerdigung im Jahre 1713 verbot sein Sohn, der Soldatenkönig, jeden Prunk und Pomp und verursachte damit einen Auszug von Künstlern und Handwerkern aus Berlin und Preußen. Die Solisten der Hofkapelle gingen nach Köthen, wo sie bei Johann Sebastian Bach willkommene Aufnahme fanden.

## Bewertung

Monogramm

Friedrich I. wurde von der Geschichtsschreibung wenig beachtet. So stand er in den Schatten seines Vaters, des Großen Kurfürsten, seines Sohnes, des Soldatenkönigs, und seines Enkels Friedrichs des Großen.
Friedrich wurde bereits zu Lebzeiten von seinen Zeitgenossen Verschwendung vorgeworfen. Auf lange Zeit prägend für die Forschungsmeinung waren die schriftlichen Äußerungen seines Enkels Friedrich II., eines Vertreters des aufgeklärten Absolutismus, über seinen Großvater. So beschrieb dieser in seinem 1750 erschienenen Historienwerk Geschichte meiner Zeit den Großvater als törichten Verschwender.

„Friedrich war zwar ohne Festigkeit, eitel und glanzsüchtig, doch nicht ohne Wohlwollen und Gutmütigkeit, im ganzen aber groß in kleinen Dingen und klein in großen. Sein Unglück war, dass er in der Geschichte zwischen einen Vater und einen Sohn gestellt war, die ihn beide an geistigen Kräften überragten. Ihm lag mehr am blendenden Glanz als am Nützlichen, das bloß gediegen ist. 30.000 Untertanen opferte er in den verschiedenen Kriegen des Kaisers und der Verbündeten, um sich die Königskrone zu verschaffen. Und er begehrte sie nur deshalb so heiß, weil er seinen Hang für das Zeremoniewesen befriedigen und seinen verschwenderischen Prunk durch Scheingründe rechtfertigen wollte. Er zeigte Herrscherpracht und Freigiebigkeit. Aber um welchen Preis erkaufte er sich das Vergnügen, seine geheimen Wünsche zu befriedigen.“

Weitgehend unkritisch wurde das Urteil Friedrichs bis weit in das 20. Jahrhundert hinein von der Geschichtsforschung allgemein übernommen und vertreten. Nur wenige Darstellungen vor 1945 haben auf die kritiklose Hervorhebung des Grundmotivs der Eitelkeit und die Reduzierung Friedrichs darauf verzichtet.
Im Deutschen Kaiserreich waren den Zeitgenossen beim Zweihundertjahresjubiläum des Königreichs Preußen die Umstände der Standeserhebung der Hohenzollern peinlich, nämlich die Selbstkrönung Friedrichs I. und der dabei entfaltete Prunk im Jahre 1701. In der preußisch-deutschen Geschichtsschreibung wurde ebenso die Außenpolitik Friedrichs, sich vom nordischen Kriegsschauplatz fernzuhalten und alle Kräfte auf den Krieg gegen Frankreich zu konzentrieren, heftig kritisiert. Johann Gustav Droysen urteilte über das System Friedrichs I. in seinem Werk Geschichte der preußischen Politik (IV., 1874):

„So seltsam zerlegt sich die preußische Macht und ihre Aktion: im Westen Krieg ohne Politik, im Osten Politik ohne Armee. … Unter Friedrichs Vater, dem Großen Kurfürsten, hätte die Regierung zu anderen Ergebnissen geführt.“

Der Gedanke dahinter war der Versuch, die nationalen Wunschträume im 19. und frühen 20. Jahrhundert auf die Realität des beginnenden 18. Jahrhunderts zurückzuprojizieren. So urteilte Ernst Berner in Aus dem Briefwechsel Friedrichs I. von Preußen und seiner Familie, Berlin 1901:

„Auch wir beklagen, dass er (Friedrich) nicht die Gelegenheit des Nordischen Krieges zur Wiedereroberung Pommerns und der deutschen Seekante benutzt hat.“

In der Geschichtsschreibung nach 1945 wandelte sich das Gesamtbild Friedrichs, so dass die Hauptkritikpunkte differenzierter betrachtet und mehr in den Kontext der Zeit Friedrichs I. gestellt wurden. Sie bemüht sich, Friedrich I. aus dem Schatten, in den ihn sein Enkel Friedrich II., und im Anschluss an diesen fast die gesamte brandenburg-preußische Geschichtsschreibung gestellt hatte, herauszuführen.
So konstatierte der Publizist Sebastian Haffner in seinem Buch: Preußen ohne Legende über die Bewertung Friedrichs II., dass es Friedrich I. mehr am blendenden Glanz als am Nützlichen gelegen hätte: Das ist, mit Respekt, ein oberflächliches Urteil. Von aktuellen Historikern wird Friedrichs Regierungsbilanz positiver bewertet. Sie betonen dabei als herausragende Erfolge Friedrichs, das Kontinuum in der Staatsentwicklung und auch auf verfassungs- und verwaltungsrechtlichem Gebiet gewahrt und gefestigt zu haben.

## Erinnerung

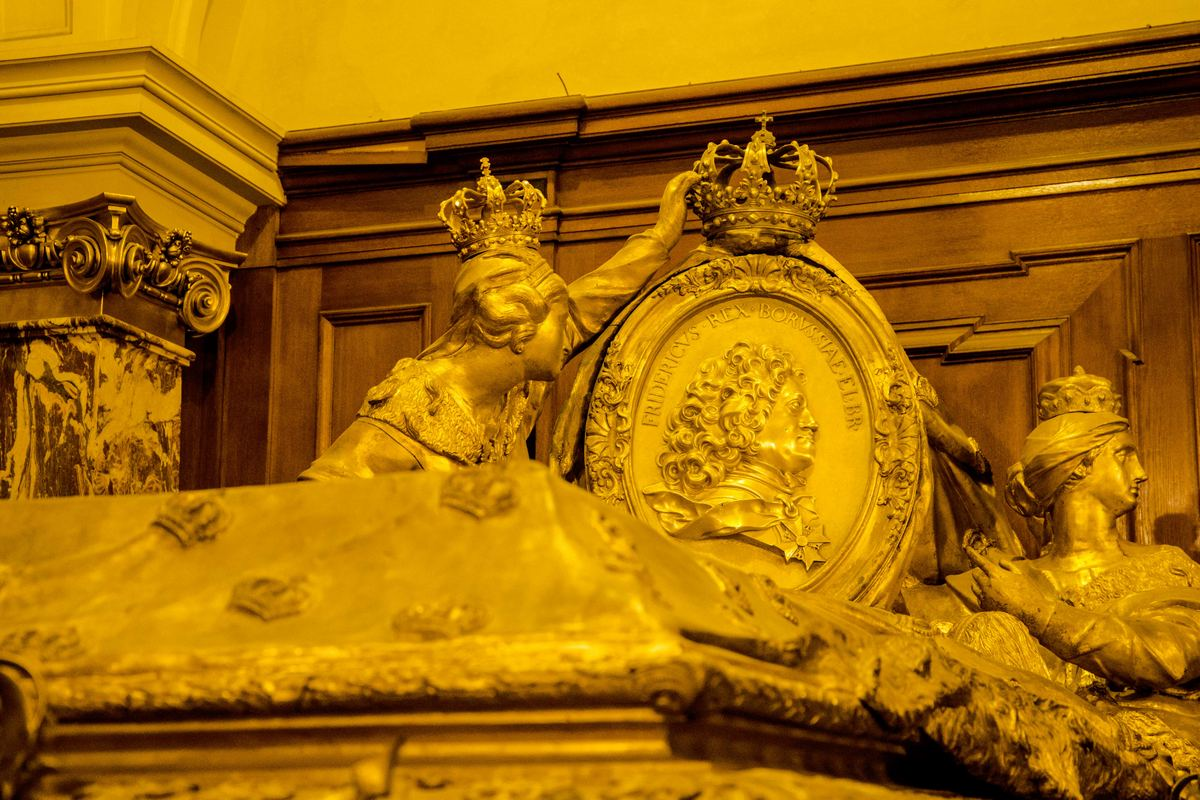
Sarkophag Friedrichs I.

Bei seiner Krönung erhielt das Collegium Fridericianum in Königsberg seinen Namen.
Für die ehemalige Berliner Siegesallee gestaltete der Bildhauer Gustav Eberlein die Denkmalgruppe 26 mit einem Standbild Friedrichs I. als Hauptfigur. Die Figur zeigt den ersten preußischen König mit adlerbekröntem Zepter, dem Knauf eines Königsschwertes und einer Allongeperücke unter einem  Lorbeerkranz in der Pose des Sonnenkönigs Louis XIV. Mit dieser Pose, einem weiten Mantel und reich besticktem Rock überdeckte Eberlein die körperliche Behinderung Friedrichs (Schiefer Fritz, siehe oben). Als Nebenfiguren waren dem Standbild die Büsten des Architekten Andreas Schlüter und Eberhards von Danckelman zugeordnet. Die Enthüllung der Gruppe fand am 3. Mai 1900 statt. Das Denkmal ist mit Konturschäden und abgebrochenen Teilen erhalten und wird seit Mai 2009 in der Zitadelle Spandau aufbewahrt.

## Standbilder
In Berlin erinnern ein im Jahr 1698 von Andreas Schlüter geschaffenes Standbild vor dem Schloss Charlottenburg, ein ebenfalls von Schlüter hergestelltes Kenotaph im Berliner Dom und eine 1908 von Heinrich Baucke gestaltete Plastik am Charlottenburger Tor an Friedrich I. Ein 1884 von Ludwig Brunow ursprünglich für die Ruhmeshalle (Berlin) geschaffenes Standbild des Königs befindet sich heute auf der Burg Hohenzollern. Auf dem Neumarkt (Moers) steht ein ebenfalls von Baucke stammendes Denkmal für König Friedrich I.

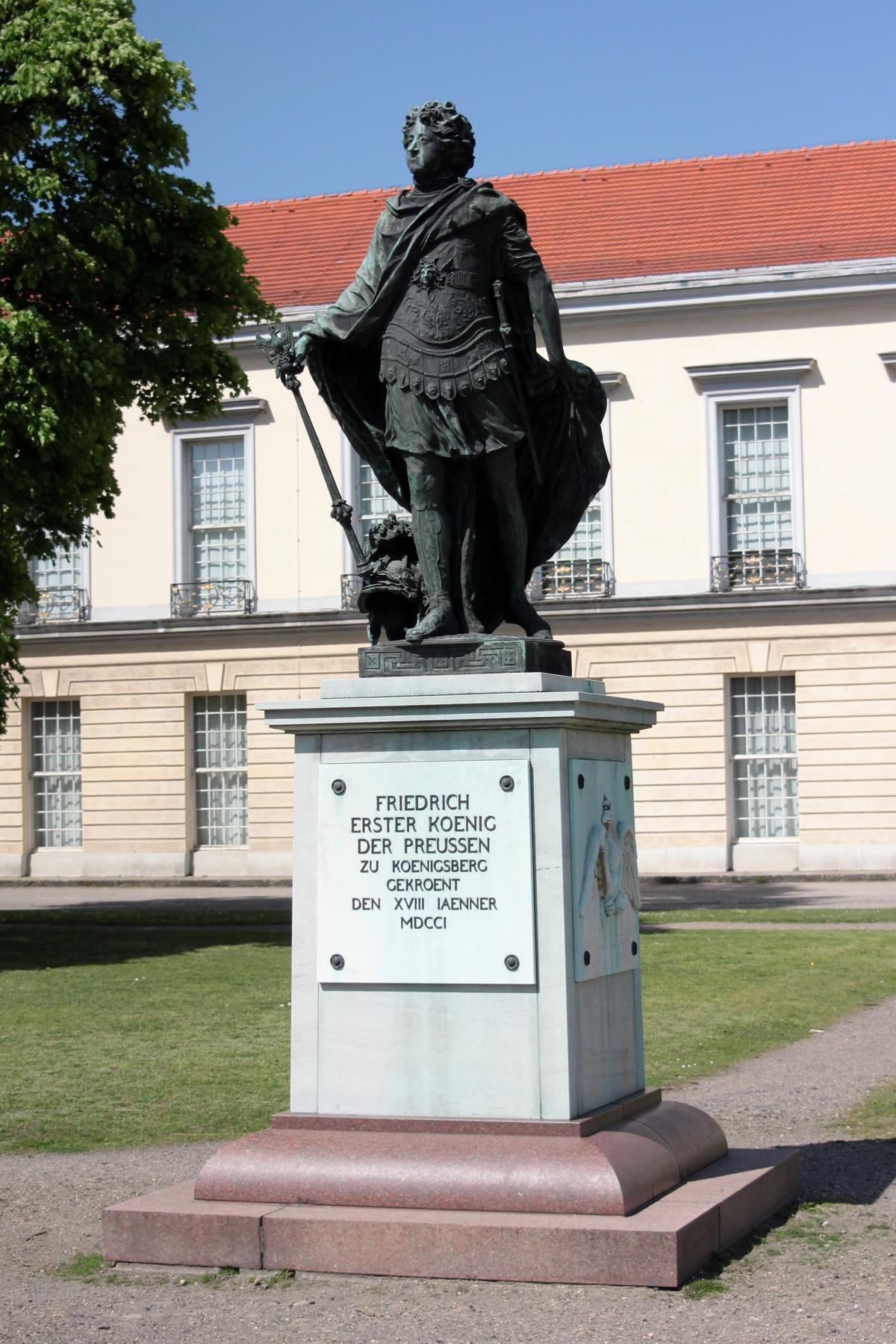
Schloss Charlottenburg (1698)
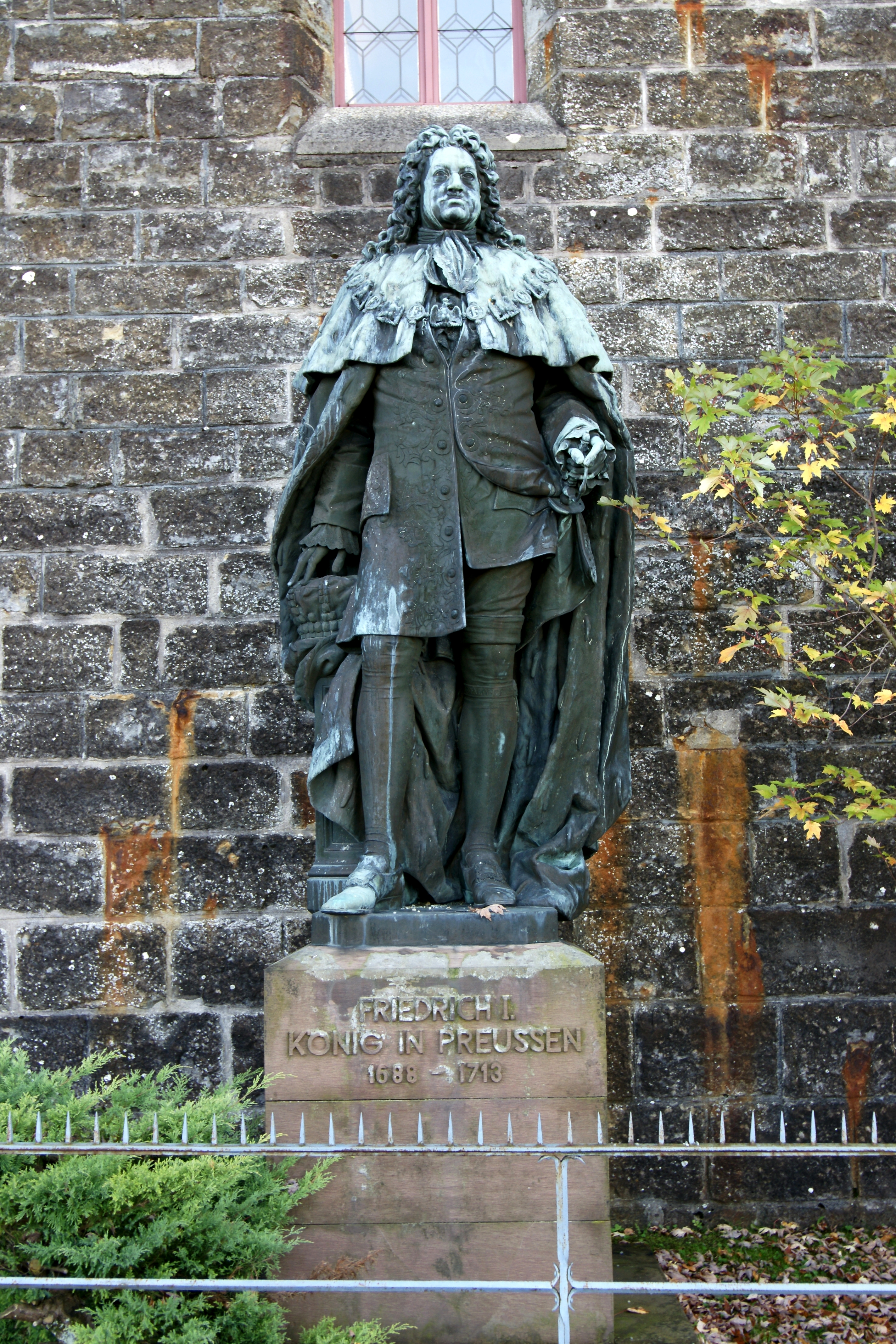
Burg Hohenzollern (1884)
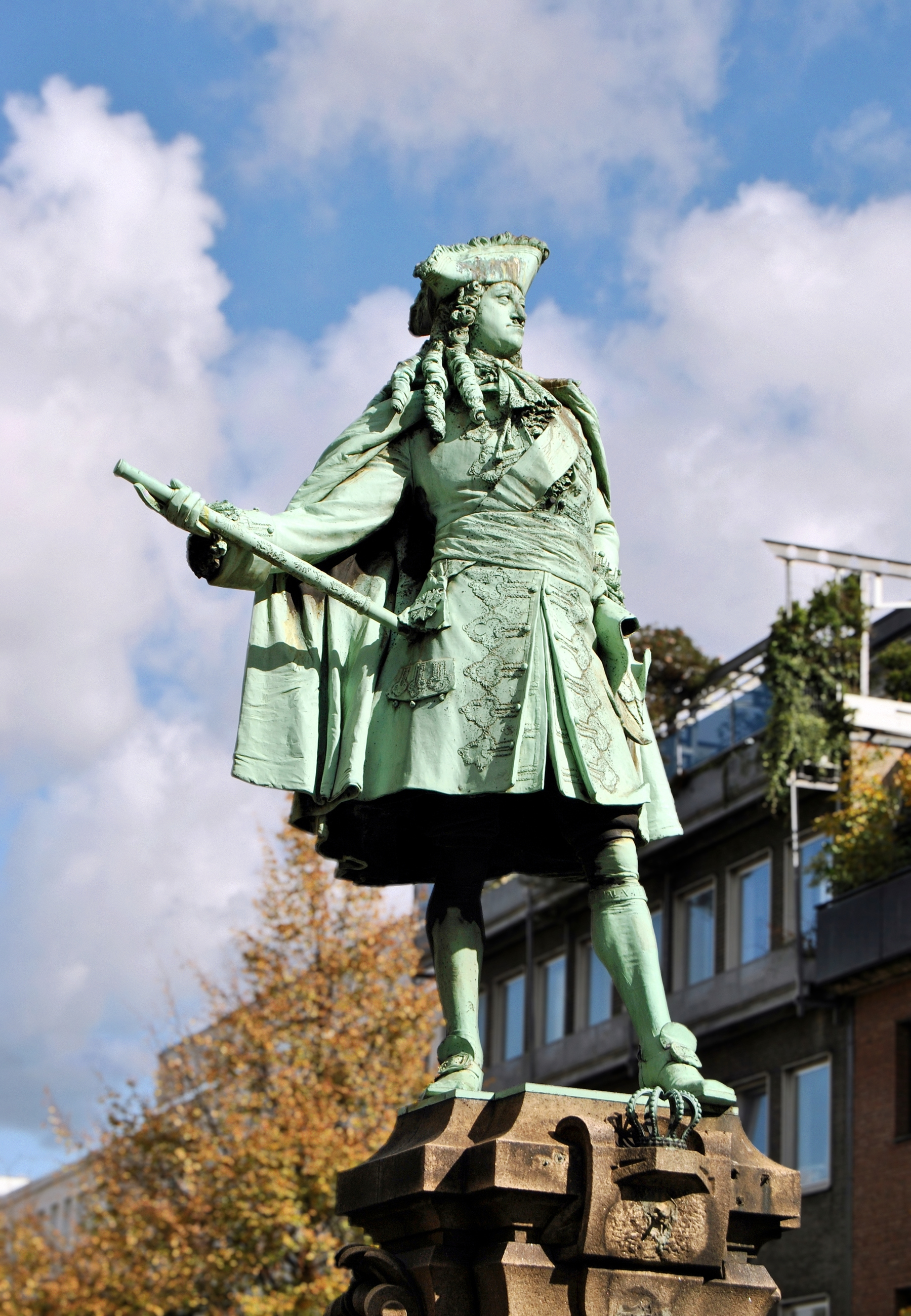
Neumarkt in Moers (1902)
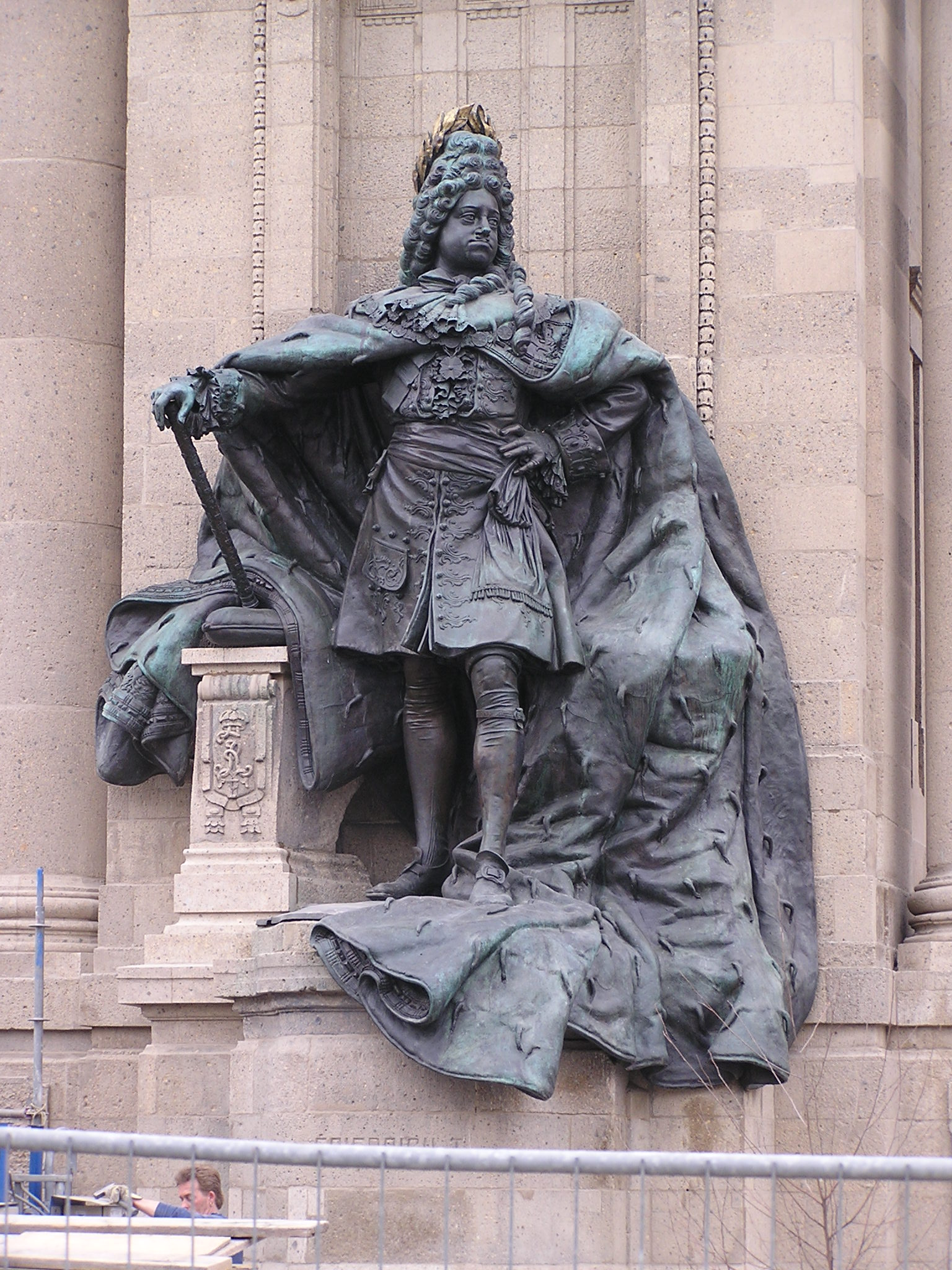
Charlottenburger Tor (1908)

## Nachkommen
Erste Ehe: 1679 heiratete er in Potsdam Prinzessin Elisabeth Henriette von Hessen-Kassel (1661–1683).
- 1. Kind: Luise Dorothee (1680–1705) ⚭ 1700 Landgraf Friedrich von Hessen-Kassel

Zweite Ehe: 1684 heiratete er in Herrenhausen Prinzessin Sophie Charlotte von Hannover (1668–1705).
- 2. Kind: Friedrich August (1685–1686)
- 3. Kind: Friedrich Wilhelm I. (1688–1740) ⚭ 1706 Prinzessin Sophie Dorothea von Hannover

Dritte Ehe: 1708 heiratete er in Berlin Herzogin Sophie Luise von Mecklenburg-Schwerin (1685–1735), welche kinderlos blieb.

## Vorfahren
| Ahnentafel Friedrich I. (Preußen)          | Ahnentafel Friedrich I. (Preußen)                                                                         | Ahnentafel Friedrich I. (Preußen)                                                                       | Ahnentafel Friedrich I. (Preußen)                                                                            | Ahnentafel Friedrich I. (Preußen)                                                                                | Ahnentafel Friedrich I. (Preußen)                                                                                 | Ahnentafel Friedrich I. (Preußen)                                                                                 | Ahnentafel Friedrich I. (Preußen)                                                                                 | Ahnentafel Friedrich I. (Preußen)                                                                                 |
| ------------------------------------------ | --- | --- | --- | --- | --- | --- | --- | --- |
| Ururgroßeltern                             | Kurfürst Joachim Friedrich (Brandenburg) (1546–1608) ⚭ 1570 Katharina von Brandenburg-Küstrin (1549–1602) | Herzog Albrecht Friedrich (Preußen) (1553–1618) ⚭ 1573 Marie Eleonore von Jülich-Kleve-Berg (1550–1608) | Pfalzgraf und Kurfürst Ludwig VI. (Pfalz) (1539–1583) ⚭ 1560 Elisabeth von Hessen (1539–1582)                | Statthalter der Niederlande Wilhelm I. (Oranien) (1533–1584) ⚭ 1575 Charlotte de Bourbon-Montpensier (1546–1582) | Graf Wilhelm (Nassau) (1487–1559) ⚭ 1531 Juliana zu Stolberg (1506–1580)                                          | Gaspard II. de Coligny (1519–1572) ⚭ 1547 Charlotte de Laval (1530–1568)                                          | Graf Conrad zu Solms-Braunfels (1540–1592) ⚭ 1559 Elisabeth von Nassau-Dillenburg (1542–1603)                     | Graf Ludwig I. zu Sayn und Wittgenstein (1532–1605) ⚭ 1567 Elisabeth zu Solms-Laubach (1549–1599)                 |
| Urgroßeltern                               | Kurfürst Johann Sigismund (Brandenburg) (1572–1620) ⚭ 1594 Anna von Preußen (1576–1625)                   | Kurfürst Johann Sigismund (Brandenburg) (1572–1620) ⚭ 1594 Anna von Preußen (1576–1625)                 | Pfalzgraf und Kurfürst Friedrich IV. (Pfalz) (1574–1610) ⚭ 1593 Luise Juliane von Oranien-Nassau (1576–1644) | Pfalzgraf und Kurfürst Friedrich IV. (Pfalz) (1574–1610) ⚭ 1593 Luise Juliane von Oranien-Nassau (1576–1644)     | Statthalter der Niederlande Wilhelm I. (Oranien) (1533–1584) ⚭ 1583 Louise de Coligny (1555–1620)                 | Statthalter der Niederlande Wilhelm I. (Oranien) (1533–1584) ⚭ 1583 Louise de Coligny (1555–1620)                 | Graf Johann Albrecht I. zu Solms-Braunfels (1563–1623) ⚭ 1590 Agnes zu Sayn-Wittgenstein (1568–1617)              | Graf Johann Albrecht I. zu Solms-Braunfels (1563–1623) ⚭ 1590 Agnes zu Sayn-Wittgenstein (1568–1617)              |
| Großeltern                                 | Kurfürst Georg Wilhelm (Brandenburg) (1595–1640) ⚭ 1616 Elisabeth Charlotte von der Pfalz (1597–1660)     | Kurfürst Georg Wilhelm (Brandenburg) (1595–1640) ⚭ 1616 Elisabeth Charlotte von der Pfalz (1597–1660)   | Kurfürst Georg Wilhelm (Brandenburg) (1595–1640) ⚭ 1616 Elisabeth Charlotte von der Pfalz (1597–1660)        | Kurfürst Georg Wilhelm (Brandenburg) (1595–1640) ⚭ 1616 Elisabeth Charlotte von der Pfalz (1597–1660)            | Statthalter der Niederlande Friedrich Heinrich (Oranien) (1584–1647) ⚭ 1625 Amalie zu Solms-Braunfels (1602–1675) | Statthalter der Niederlande Friedrich Heinrich (Oranien) (1584–1647) ⚭ 1625 Amalie zu Solms-Braunfels (1602–1675) | Statthalter der Niederlande Friedrich Heinrich (Oranien) (1584–1647) ⚭ 1625 Amalie zu Solms-Braunfels (1602–1675) | Statthalter der Niederlande Friedrich Heinrich (Oranien) (1584–1647) ⚭ 1625 Amalie zu Solms-Braunfels (1602–1675) |
| Eltern                                     | Kurfürst Friedrich Wilhelm (Brandenburg) (1620–1688) ⚭ 1646 Luise Henriette von Oranien (1627–1667)       | Kurfürst Friedrich Wilhelm (Brandenburg) (1620–1688) ⚭ 1646 Luise Henriette von Oranien (1627–1667)     | Kurfürst Friedrich Wilhelm (Brandenburg) (1620–1688) ⚭ 1646 Luise Henriette von Oranien (1627–1667)          | Kurfürst Friedrich Wilhelm (Brandenburg) (1620–1688) ⚭ 1646 Luise Henriette von Oranien (1627–1667)              | Kurfürst Friedrich Wilhelm (Brandenburg) (1620–1688) ⚭ 1646 Luise Henriette von Oranien (1627–1667)               | Kurfürst Friedrich Wilhelm (Brandenburg) (1620–1688) ⚭ 1646 Luise Henriette von Oranien (1627–1667)               | Kurfürst Friedrich Wilhelm (Brandenburg) (1620–1688) ⚭ 1646 Luise Henriette von Oranien (1627–1667)               | Kurfürst Friedrich Wilhelm (Brandenburg) (1620–1688) ⚭ 1646 Luise Henriette von Oranien (1627–1667)               |
| Friedrich I. (1657–1713), König in Preußen | | | | | | | | |